# 西本願寺本三十六人家集

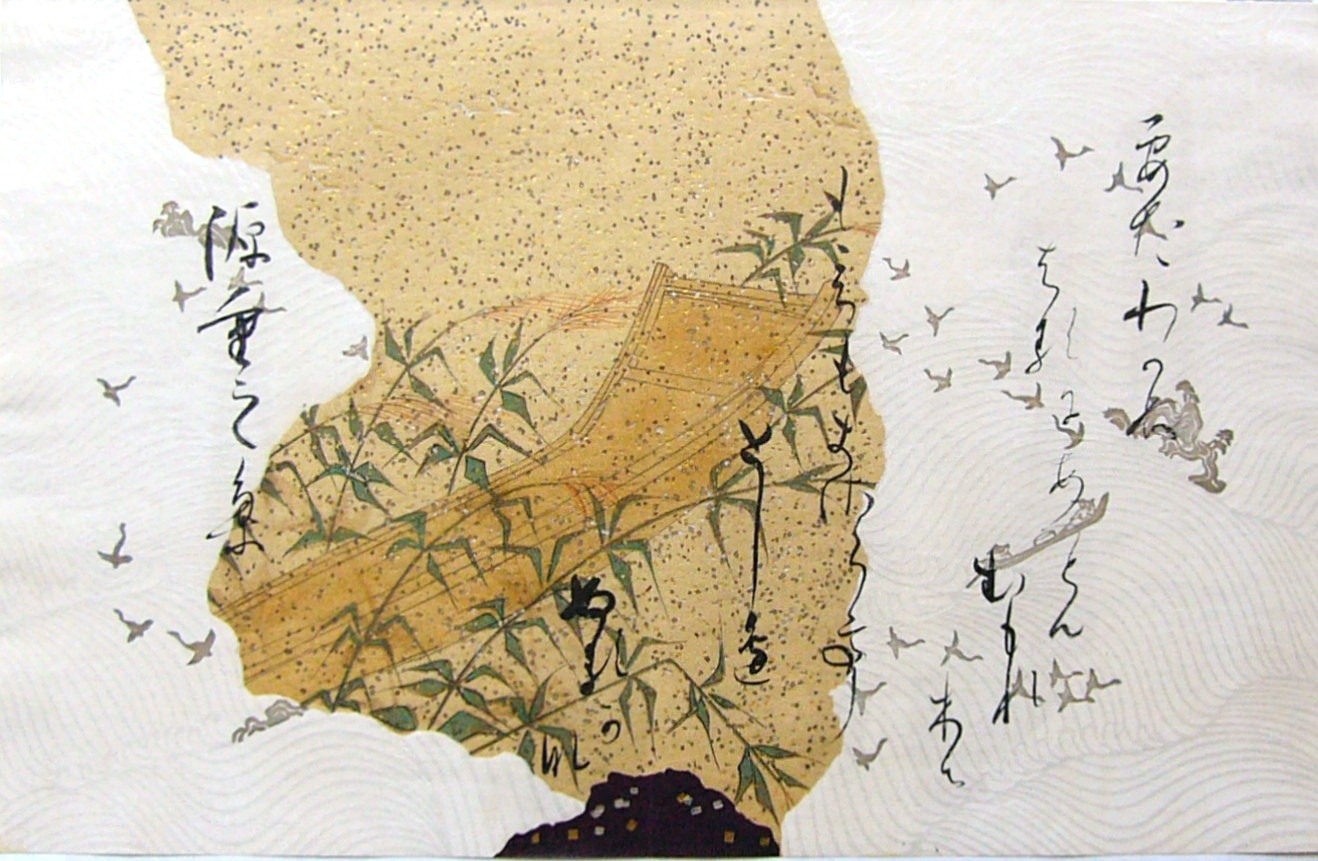
重之集の帖末部分 「えだわかぬ はるにあへども むもれ木は もえもまさらで としへぬるかな 源重之集」

西本願寺本三十六人家集（にしほんがんじぼん さんじゅうろくにんかしゅう）は、三十六歌仙の和歌を集めた平安時代末期の装飾写本である。三十六人家集のまとまった写本としては最古のもので、国宝に指定されている。京都市・西本願寺（浄土真宗本願寺派本願寺）の所蔵である。

## 概要

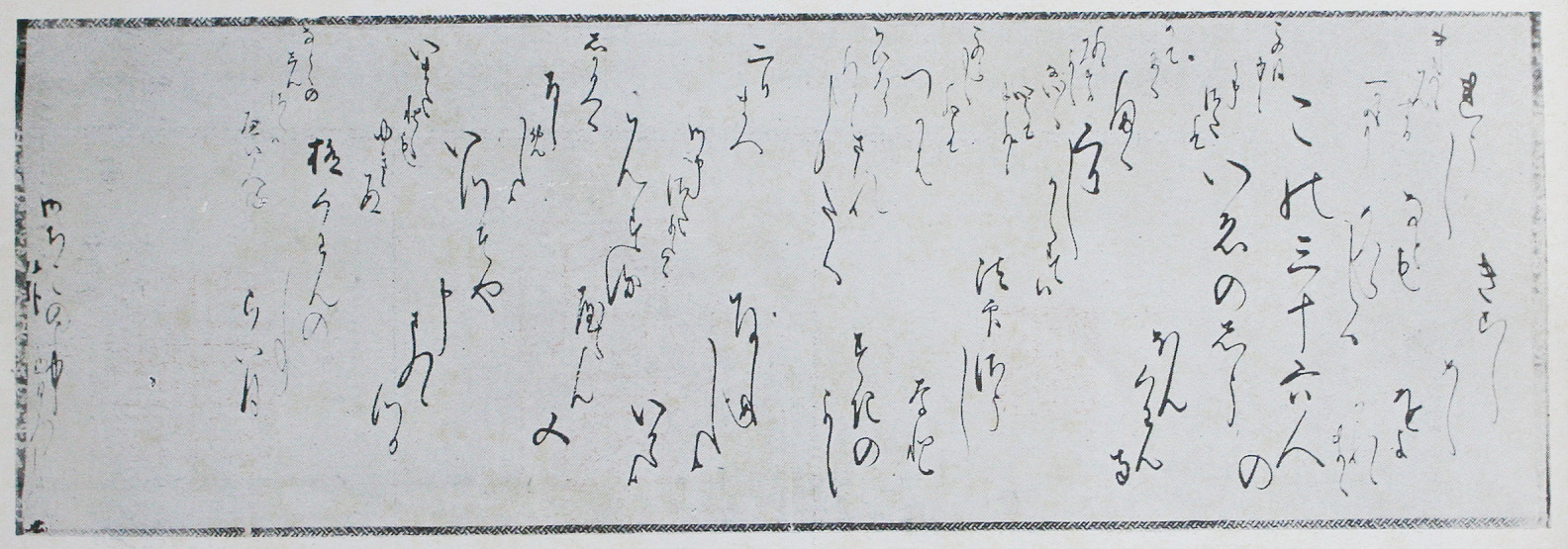
後奈良天皇宸翰女房奉書

三十六歌仙の和歌を歌仙別に1帖ないし2帖の冊子としたものである。人麻呂集、貫之集、能宣集については上下2帖構成とするため、全体では39帖からなる。
西本願寺に所蔵されるのは、平安時代（1110年頃）の原本が32帖、平安時代末の古補写本が1帖（兼輔集、江戸時代の補写本が4帖（人麻呂集上・下（道晃法親王筆）、業平集（日野弘資筆）、小町集（烏丸資慶筆））、昭和4年（1929年）の分割（後述）の際に作られた田中親美（たなかしんび）による「貫之集下」「伊勢集」の極めて精巧な復元模写本が2帖である。昭和の補写本2冊を除く37帖が、付属の後奈良天皇宸翰女房奉書1幅と共に国宝に指定されている。
体裁は縦約20cm、幅約16cmの紙本で、装丁は粘葉装（でっちょうそう）。各帖には彩色下絵、金銀の箔、雲母摺（きらずり）の地紋、墨流し、破り継ぎなど、あらゆる料紙装飾技法が駆使されており、特に破り継ぎは世界でも最古のコラージュ技法として知られている。伝世した平安時代の装飾写本の中で、『元永本古今和歌集』『金沢本万葉集』などと並び最も豪華な装飾が施されたものの一つである。表紙は藍または緑の羅（絹）、みかえしは綾（絹）で、藍の表紙に限って紗を芯にしていた。ただし、現在は紙を入れて補強してある。表紙の羅にも主として銀泥で山水画が描かれている。

## 料紙・装飾
江上綏の提唱以来、5分類が使用されてきている。 継紙や大きな絵画的下絵がある華麗な料紙は、IV類とV類のなかでも、量的には1／3以下で、下記、I類からIII類のように、から紙や着色した厚様に、銀泥や金泥で描き模様を描いた料紙が多い。
| 分類  | 集名                                                                     | 厚様 | から紙・片面刷 | から紙・両面刷 | 継紙 |
| ----- | ------------------------------------------------------------------------ | ---- | -------------- | -------------- | ---- |
| I類   | 友則、猿丸、敦忠、是則、仲文、業平、高光、頼基、敏行、清正、宗于、小大君 | なし | 使用           | なし           | なし |
| II類  | 朝忠、公忠、興風                                                         | なし | なし           | 使用           | なし |
| III類 | 家持、遍昭、中務、人麻呂                                                 | 使用 | なし           | なし           | なし |
| IV類  | 伊勢、赤人、忠見、素性                                                   | 使用 | 使用           | なし           | あり |
| IV類  | 斎宮女御                                                                 | なし | 使用           | なし           | なし |
| V類   | 貫之集上下、順、躬恒、忠岑、重之、元輔、信明、元真、能宣集上下、兼盛     | 使用 | 少数使用       | 使用           | あり |

## 制作年代と筆者
天永3年（1112年）3月18日の白河法皇六十の賀に進上するものとして制作されたという久曾神昇の推定が定説になっている。
筆者は、原本が断簡すら存在しない小町集を除き、書風から20人と推定されている。大部分は筆者名が不明であるが、数人、確定・推定されている。
- 第一筆[注 11]、人麻呂集、貫之集上。藤原定実（さだざね）筆と推定される。
- 第二筆、貫之集下（石山切）、順集、中務集。藤原定信筆。
- 第三筆、躬恒集。藤原道子筆と推定[注 12]。

- 第四筆、伊勢集（石山切）、友則集、斎宮女御集。同筆書跡無し。済円（世尊寺家、1079年～1142年～）筆説あり[9]。
- 第五筆、家持集、能宣集上、能宣集下。『元暦校本万葉集』巻第十九（東京国立博物館蔵）と同筆。藤原長忠筆説あり[9]。
- 第六筆、赤人集。伊予切和漢朗詠集集中部（上巻三四丁裏から下巻七丁裏四行までの331行）と同筆か[9]。藤原章綱説あり[9]。
- 第七筆、素性集、業平集（尾形切）、兼輔集（推定[注 13]）。伊予切和漢朗詠集後部（下巻七丁表五行から終わりまで601行）と『元暦校本万葉集』巻第二と同筆か[9]。藤原盛経筆説あり[9]。
- 第八筆、遍昭集、頼基集、敏行集。伝藤原公任筆「古今和歌集切（唐紙）」「拾遺和歌集切（唐紙）」 と同筆。藤原忠実筆説あり[9]。
- 第九筆、猿丸集、敦忠集、是則集。同筆書跡無し。藤原家政筆説あり[9]。
- 第十筆、朝忠集、公忠集。藤原宗忠筆説あり[9]、これが正しいとすると宮内庁書陵部蔵『中右記』原本と同筆と言える[9]。

| - 第十一筆、高光集、仲文集。同筆書跡無し。源雅実筆説あり。。 - 第十二筆、忠岑集。同筆書跡無し。藤原家忠筆説あり。 - 第十三筆、重之集、清正集。「巻子本和漢朗詠集」（三の丸尚蔵館蔵）、「堺色紙」（五島美術館ほか分蔵）、「大色紙」「小色紙」（東京国立博物館ほか蔵）と同筆。筆者は藤原行実説や、源俊明説あり。 - 第十四筆、宗于集、小大君集。同筆書跡無し。藤原経実筆説あり。 - 第十五筆、信明集。源俊房筆説あり、これが正しいとすると比較的多くの書跡がある。 - 第十六筆、興風集。同筆書跡無し。藤原能実筆説あり。 - 第十七筆、元輔集。伝藤原忠家筆「道済集切」（前田育徳会ほか蔵）と同筆。源基綱筆説あり。 - 第十八筆、元真集。伝藤原定頼筆「烏丸切本後撰和歌集」「下絵古今和歌集」と同筆。藤原忠教筆説あり。 - 第十九筆、忠見集。同筆書跡無し。源重資筆説あり。 - 第二十筆、兼盛集。同筆書跡無し。藤原為房筆説あり。 |

## 伝来
建長4年には蓮華王院の宝蔵にあった。その後の所在は不明であるが、天文18年（1549年）1月20日（旧暦）に後奈良天皇から本願寺証如に与えられた。国宝の付属指定とされる「後奈良天皇宸翰女房奉書」はこの伝来に関わる資料である。また、証如の天文日記にも拝領記録がある。宮内庁勤務の歌人・書家大口周魚が 明治29年（1896年）8月大谷光尊の依頼で本願寺の古書調査をし、江戸時代中期以降、存在が忘れ去られていた本願寺本を再発見した。兼輔集がどの時点で補写本に替えられたかは不明である。

## 後世の散逸状況
この下賜の時点では、38帖完存していたらしいが、その後ほどなく一部が散逸していったとみられる。人麻呂集と業平集は分割され、それぞれ「室町切」「尾形切」と呼ばれている。室町切は、手鑑『藻塩草』（京都国立博物館蔵）と手鑑『大手鑑』（陽明文庫蔵、共に国宝）に所載する2葉のみである。尾形切は15葉ほど現存し、根津美術館、東京国立博物館、政秀寺などに分蔵。順集からは古い時代に切り取りがあり、11葉が各所に所蔵されている。重ね継ぎがあるものを糟色紙、ないものを岡寺切と呼んでいる。仲文集からも１葉切り取りがある。
伊勢集と貫之集下は、昭和4年（1929年）に冊子の形を解体して一葉ずつの断簡に分割された。これは宗教女子大学（現在の武蔵野大学）設立の資金に当てるために、大谷光瑞が益田鈍翁らの助言を得て実行された。これらの断簡は、後奈良天皇から下賜しされた当時、本願寺が大阪石山の地にあった事にちなんで、鈍翁が「石山切」（いしやまぎれ）と名付けた。両帖合わせて三百数十頁あるものを32組に分け、1組約10枚2万円で売却されたという。現在は掛軸などに改装されて、各地の美術館や収集家に分蔵されている。

## ギャラリー

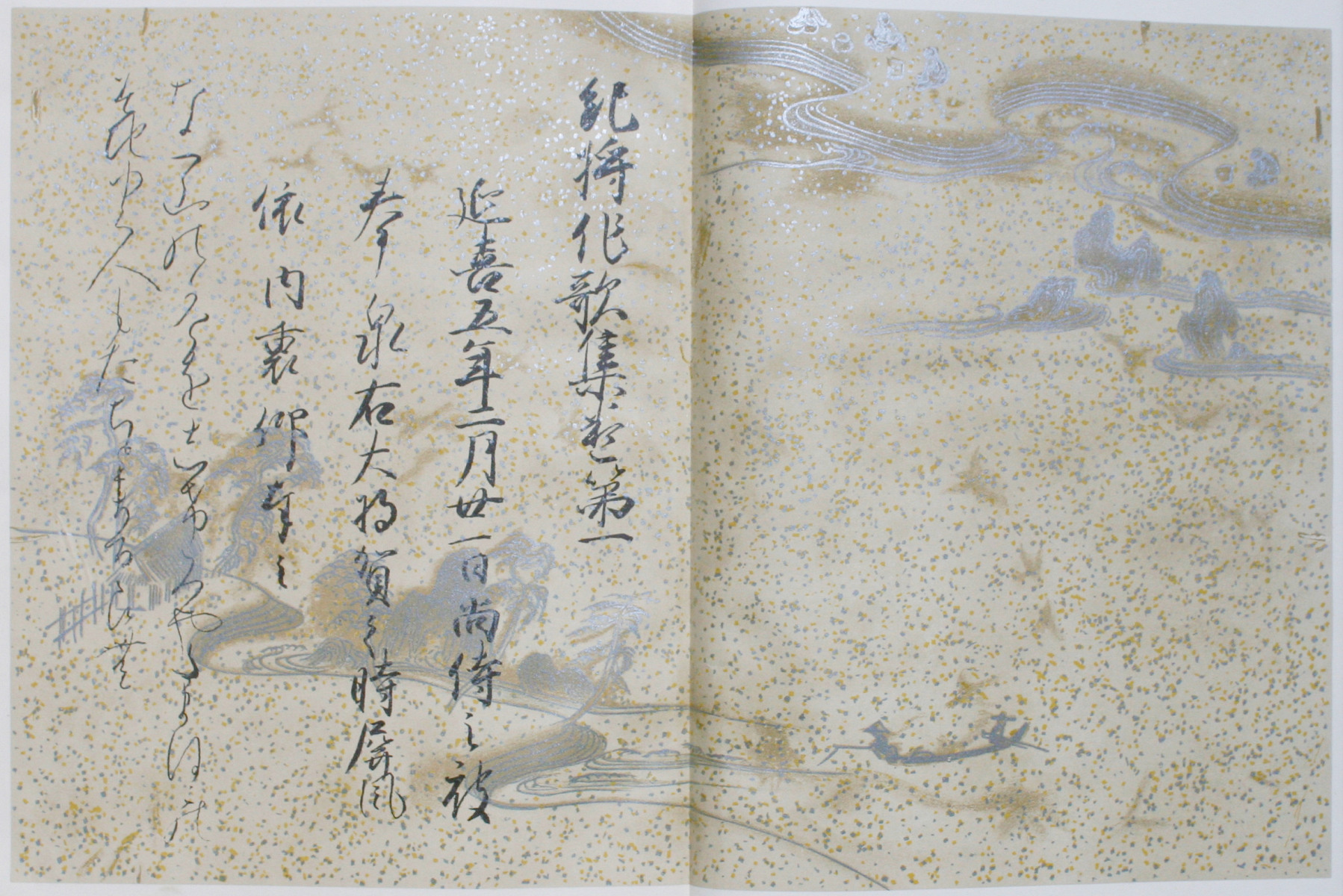
貫之集上、冒頭。藤原定実筆
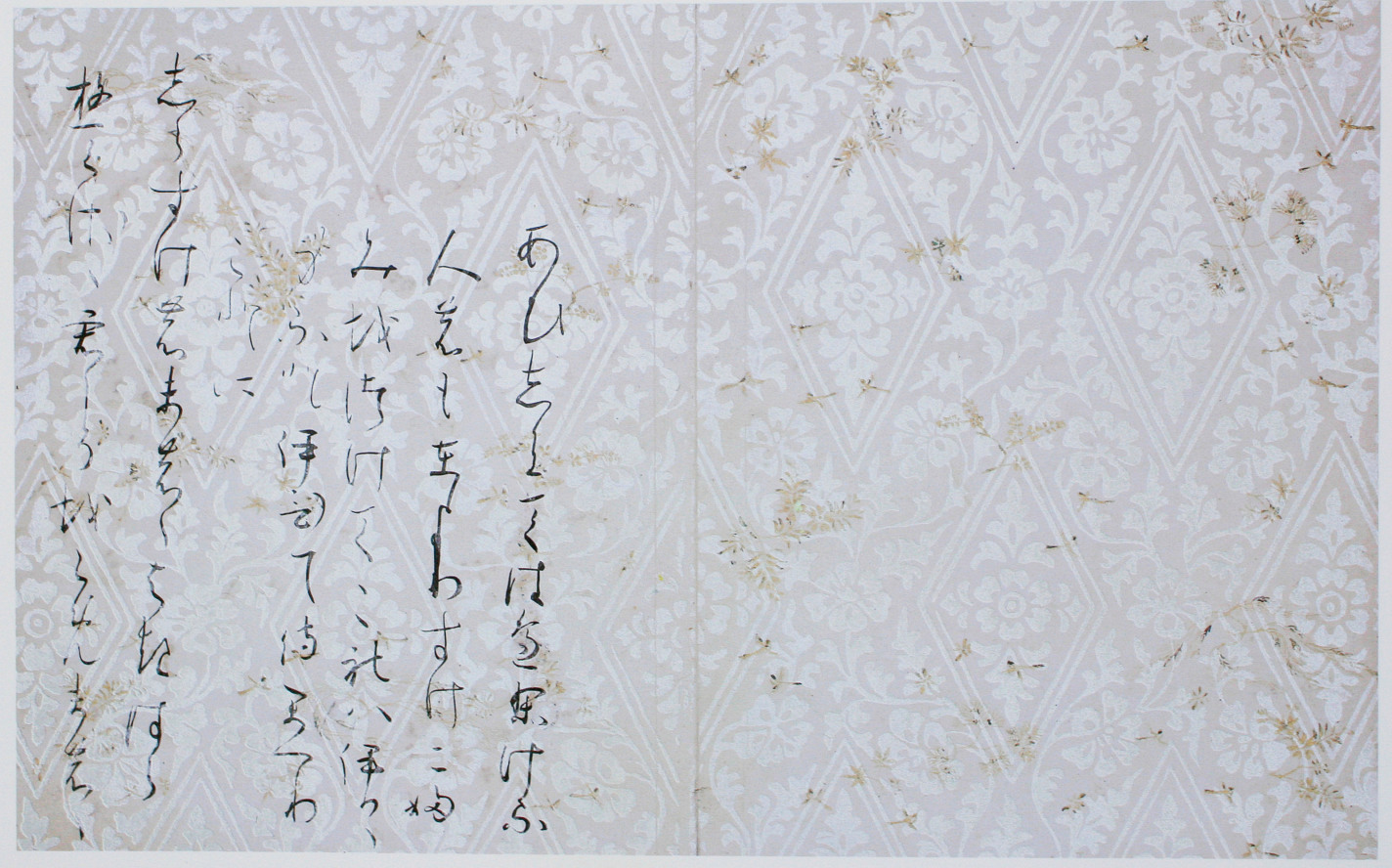
猿丸集 (部分)
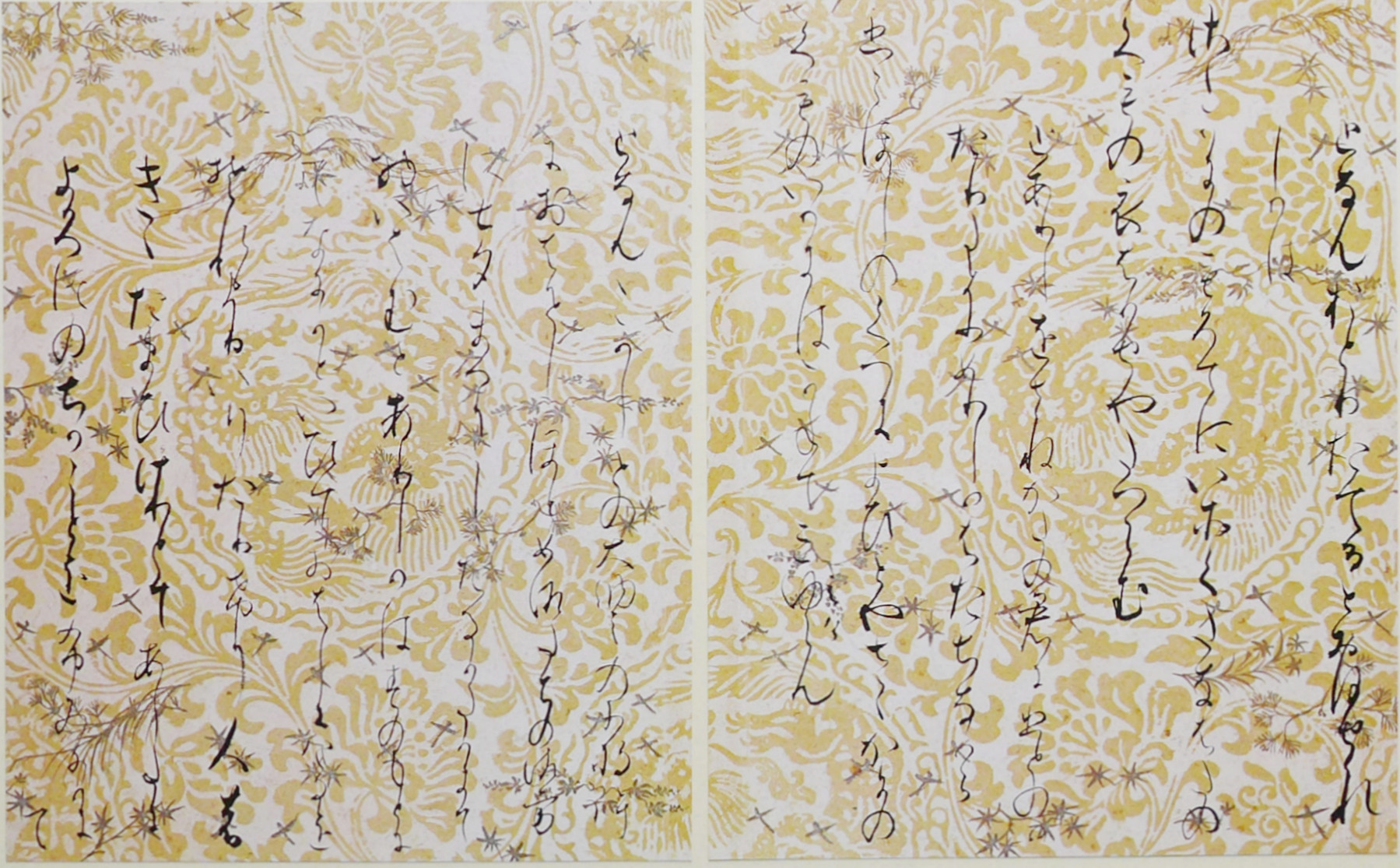
小大君 (部分)
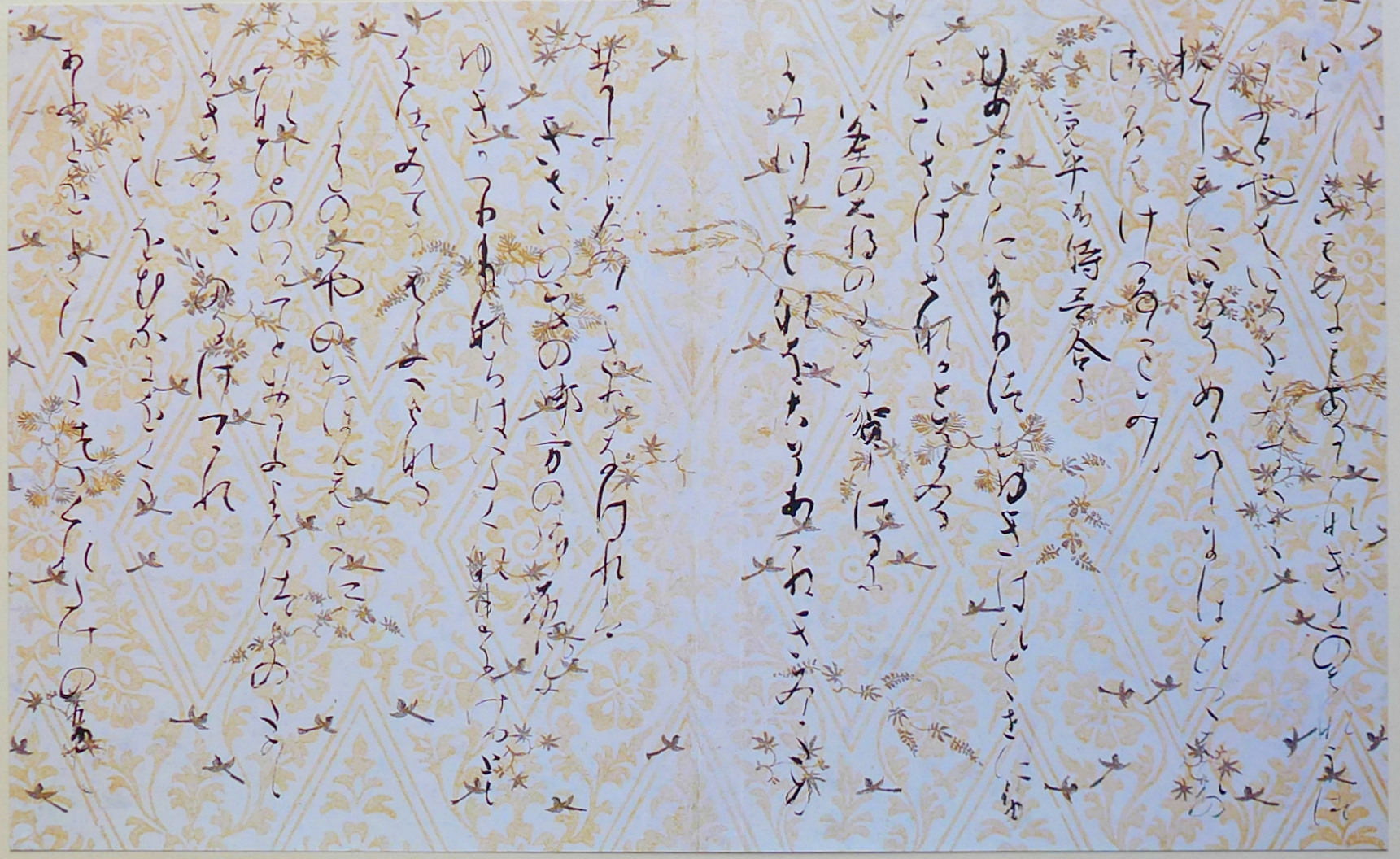
公忠集 (部分)
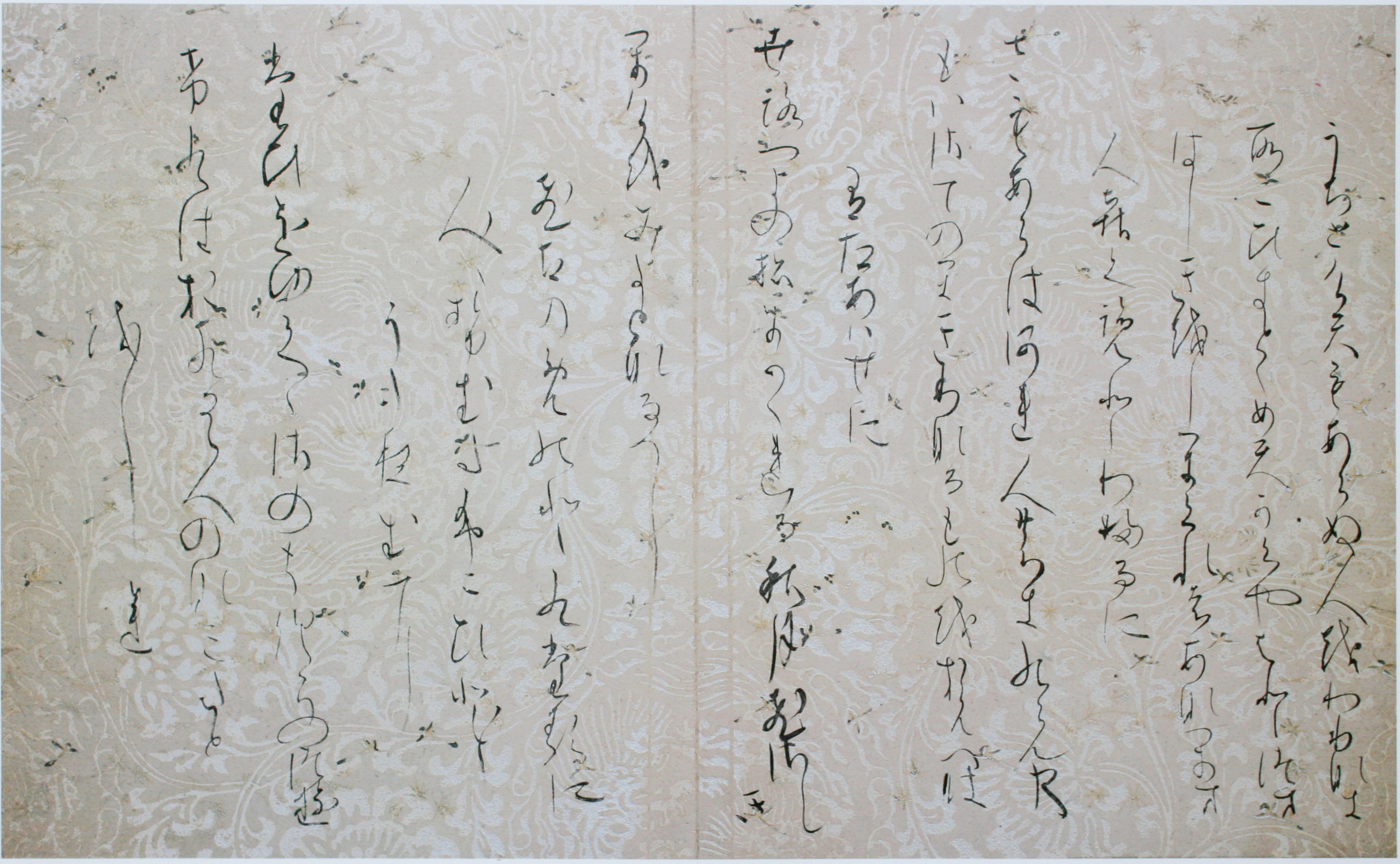
高光集 (部分)
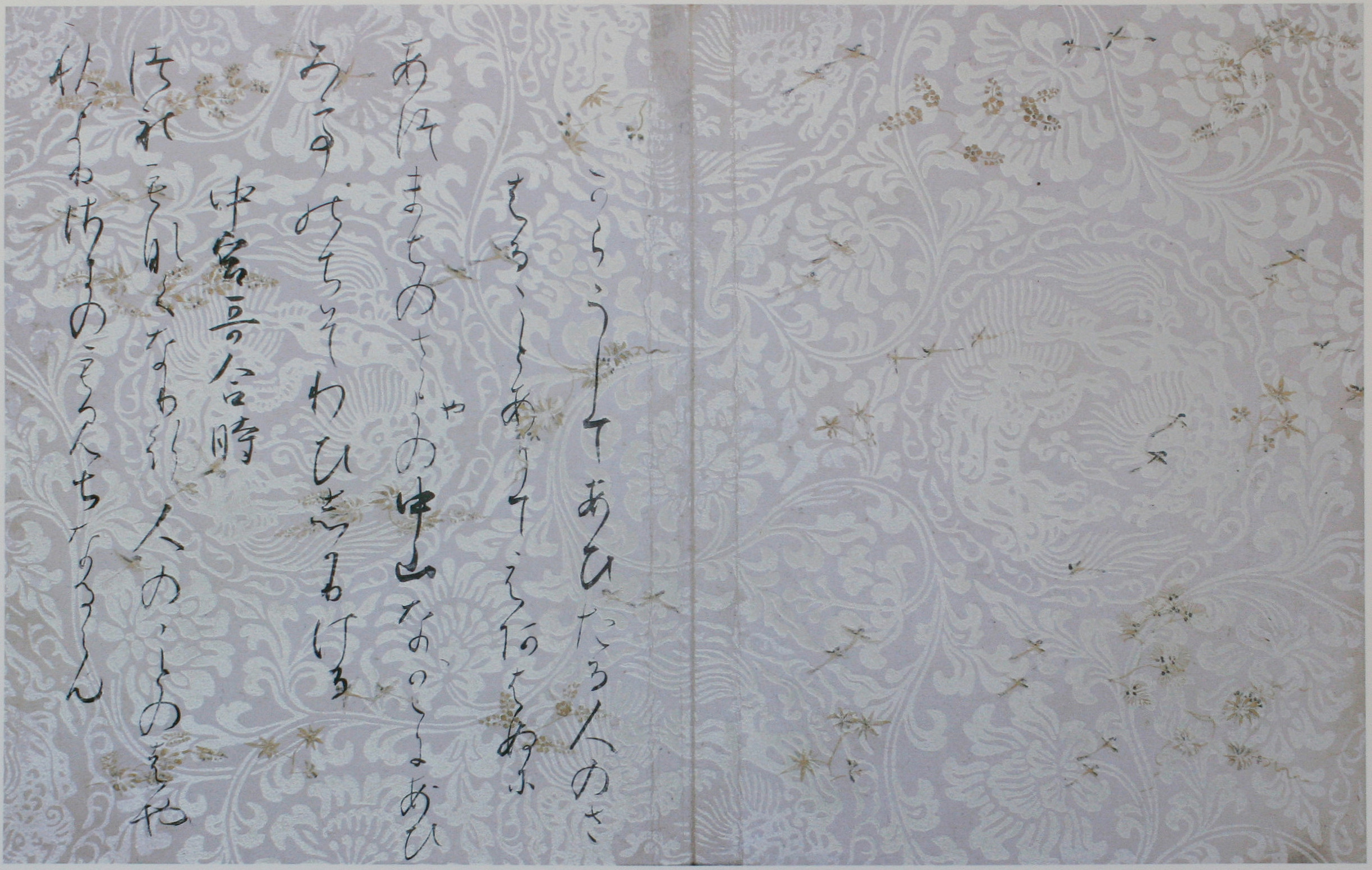
宗于集 (部分)
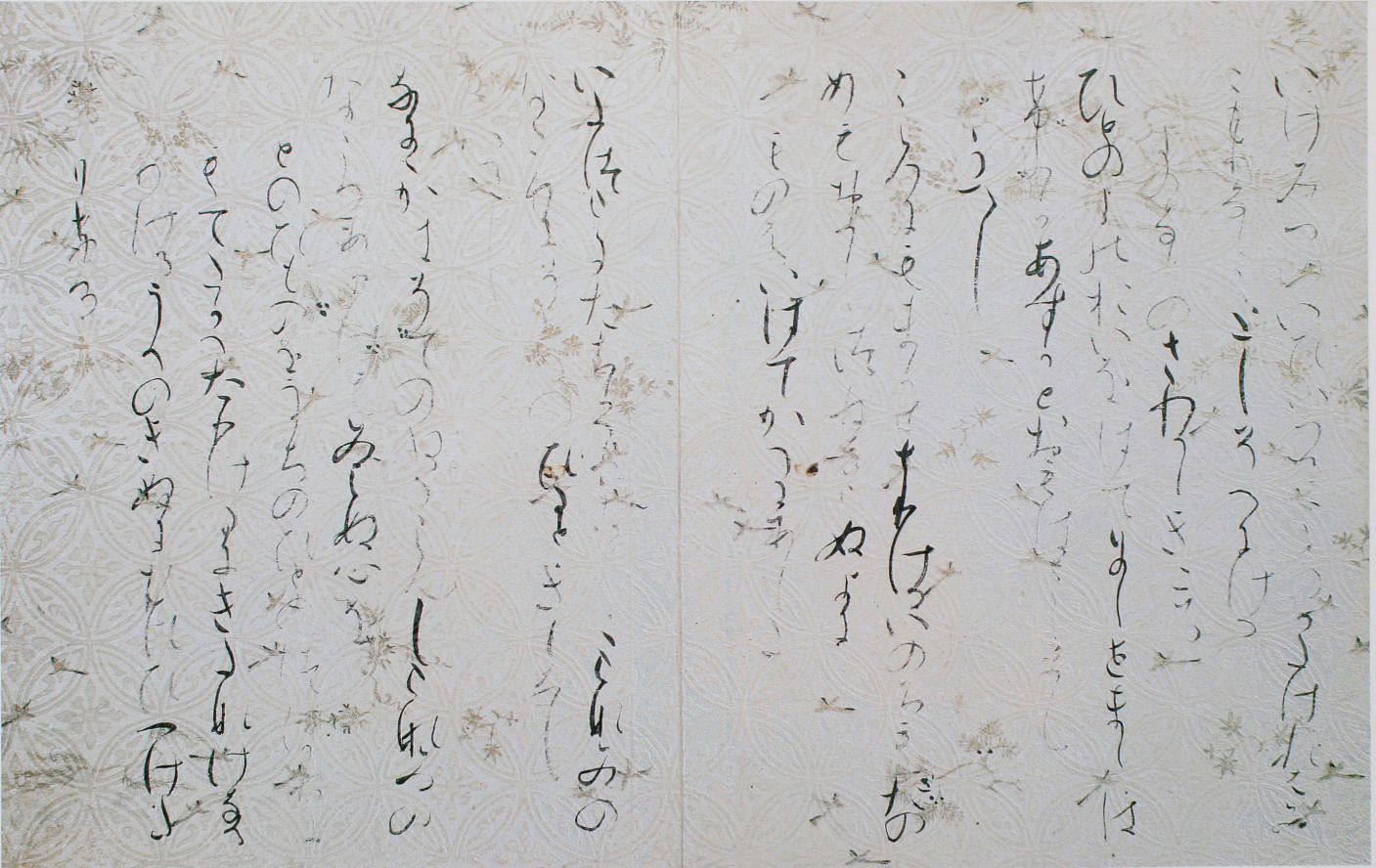
朝忠集 (部分)
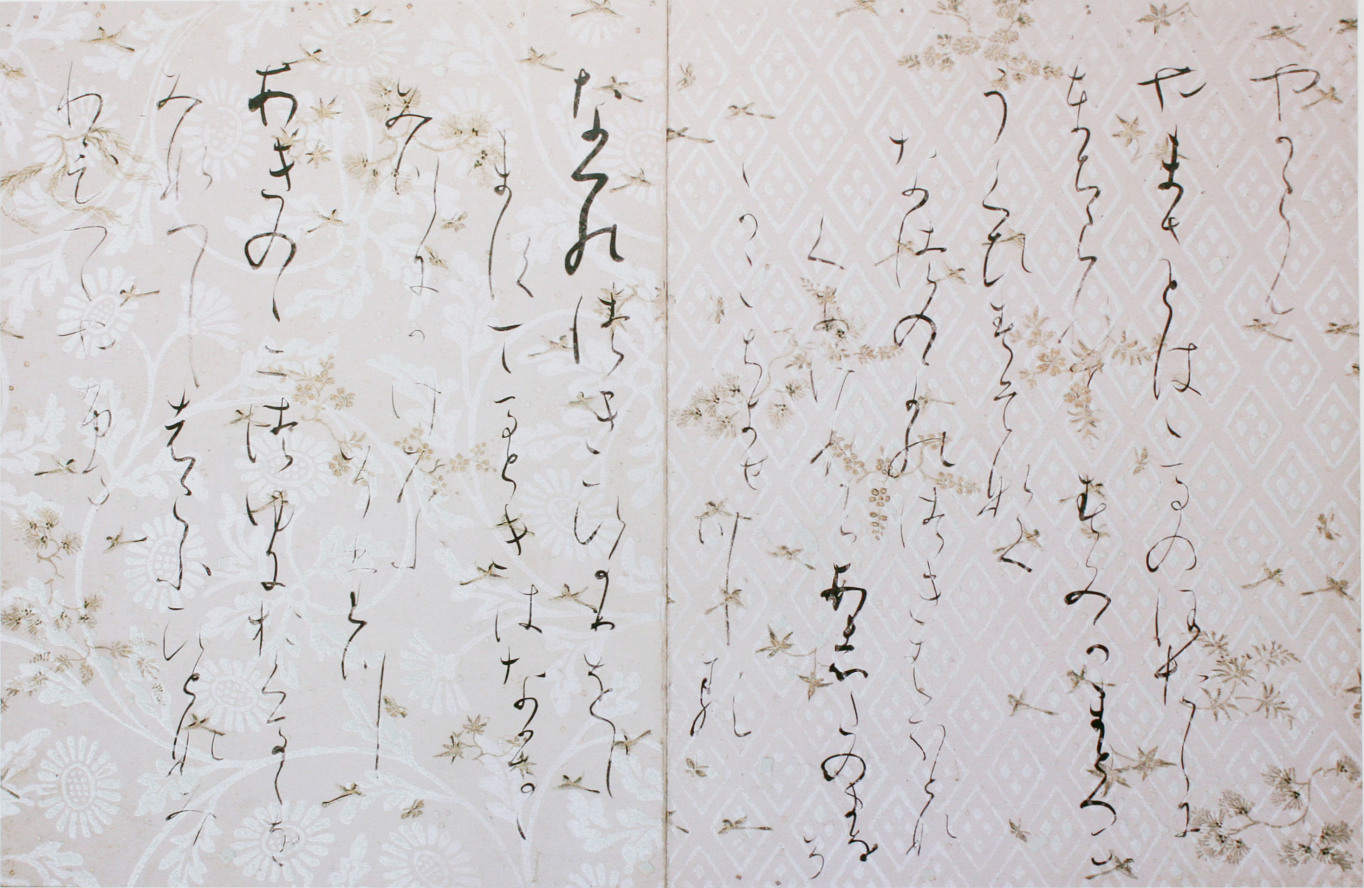
興風集 (部分)
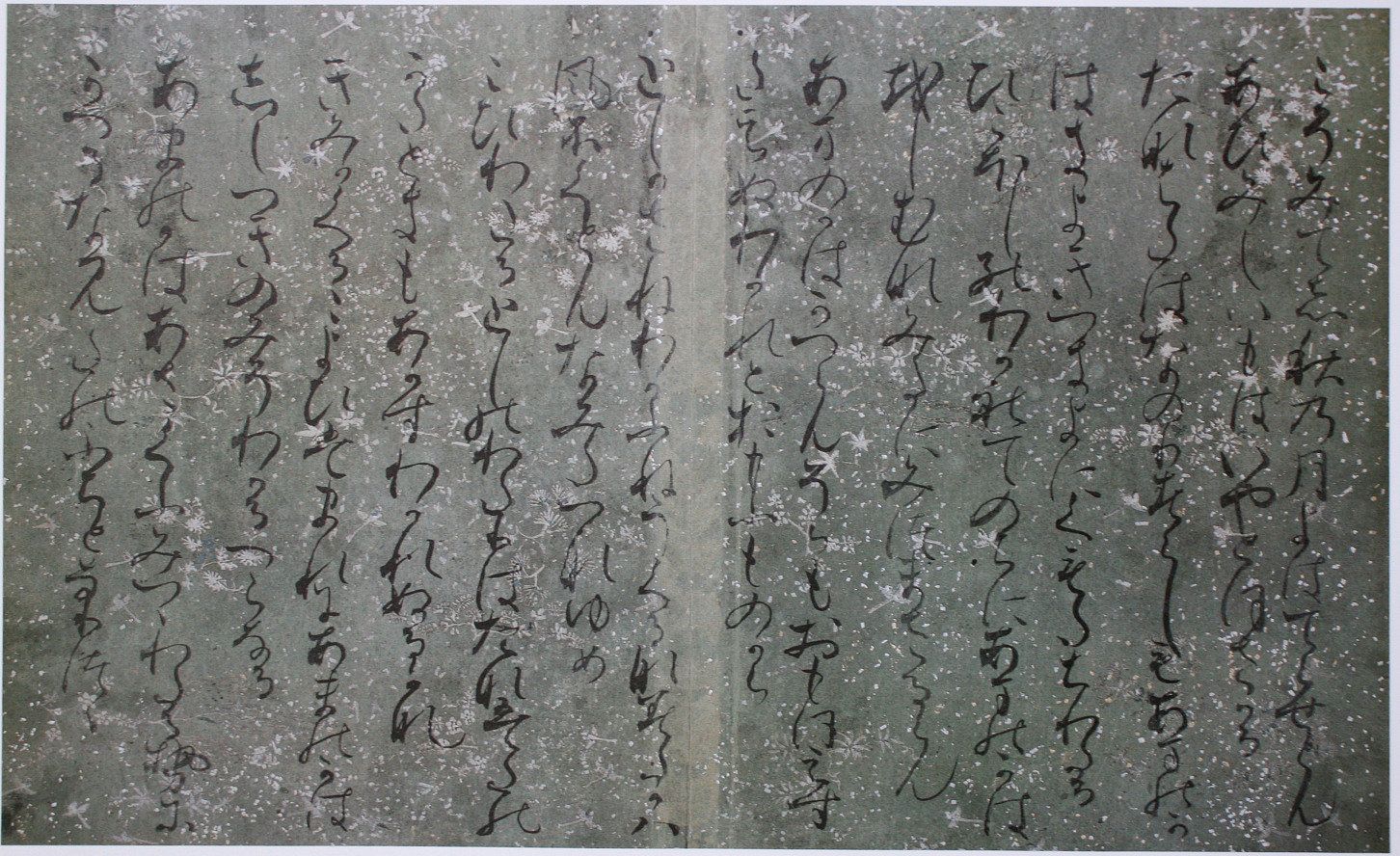
家持集 (部分)
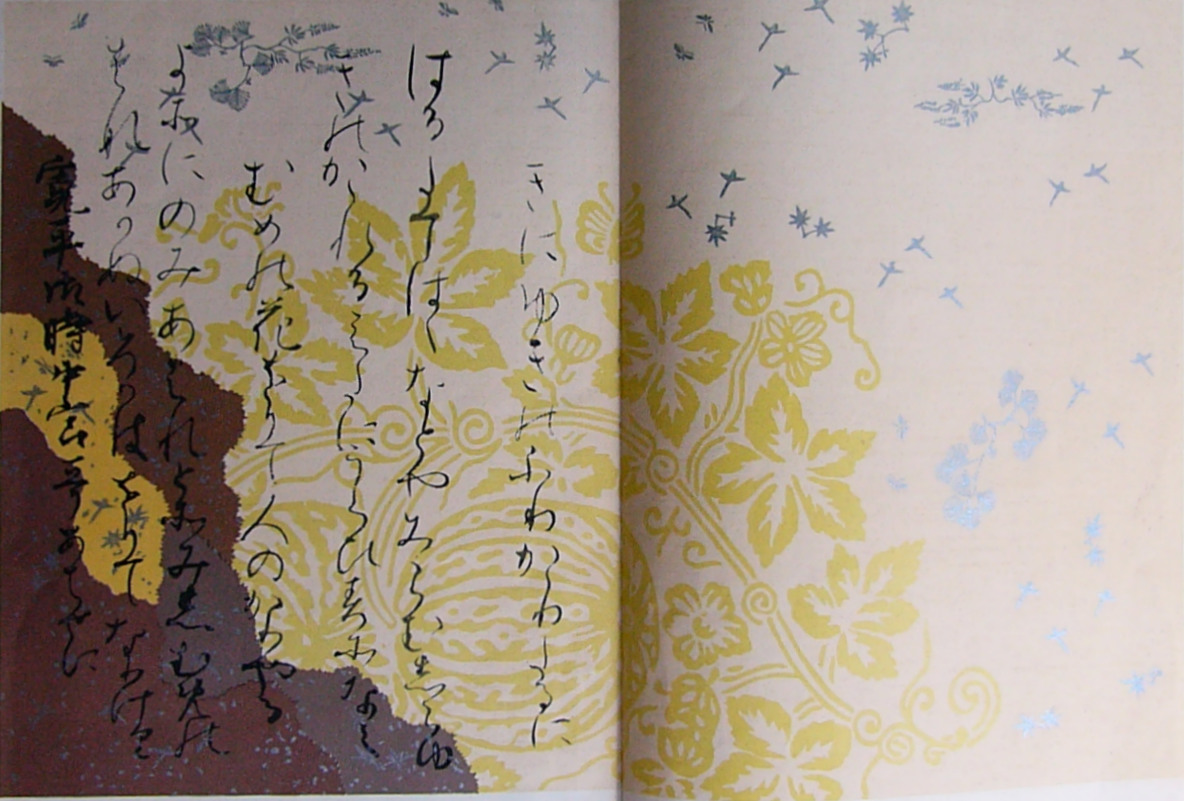
素性集 (部分)
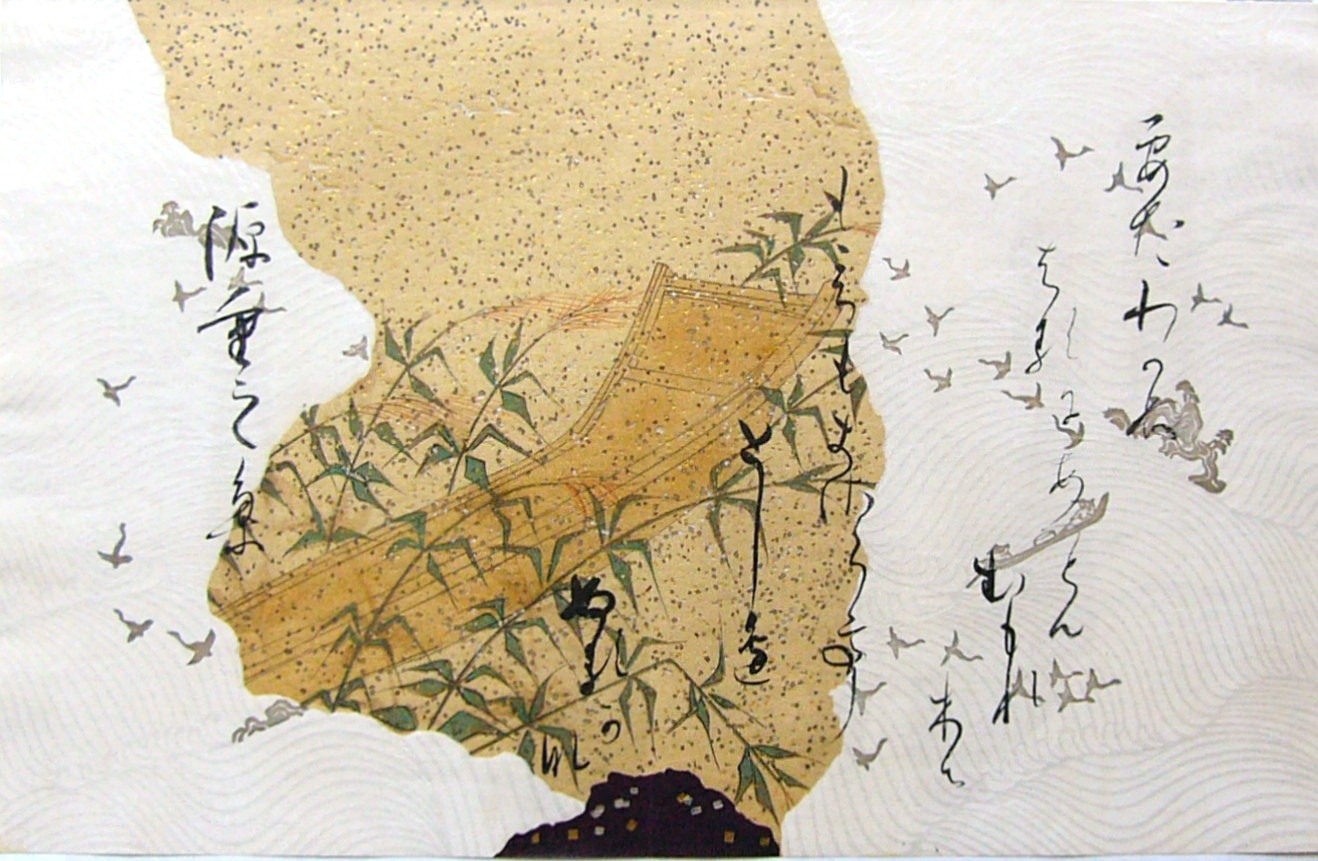
重之集[注 16] (部分)
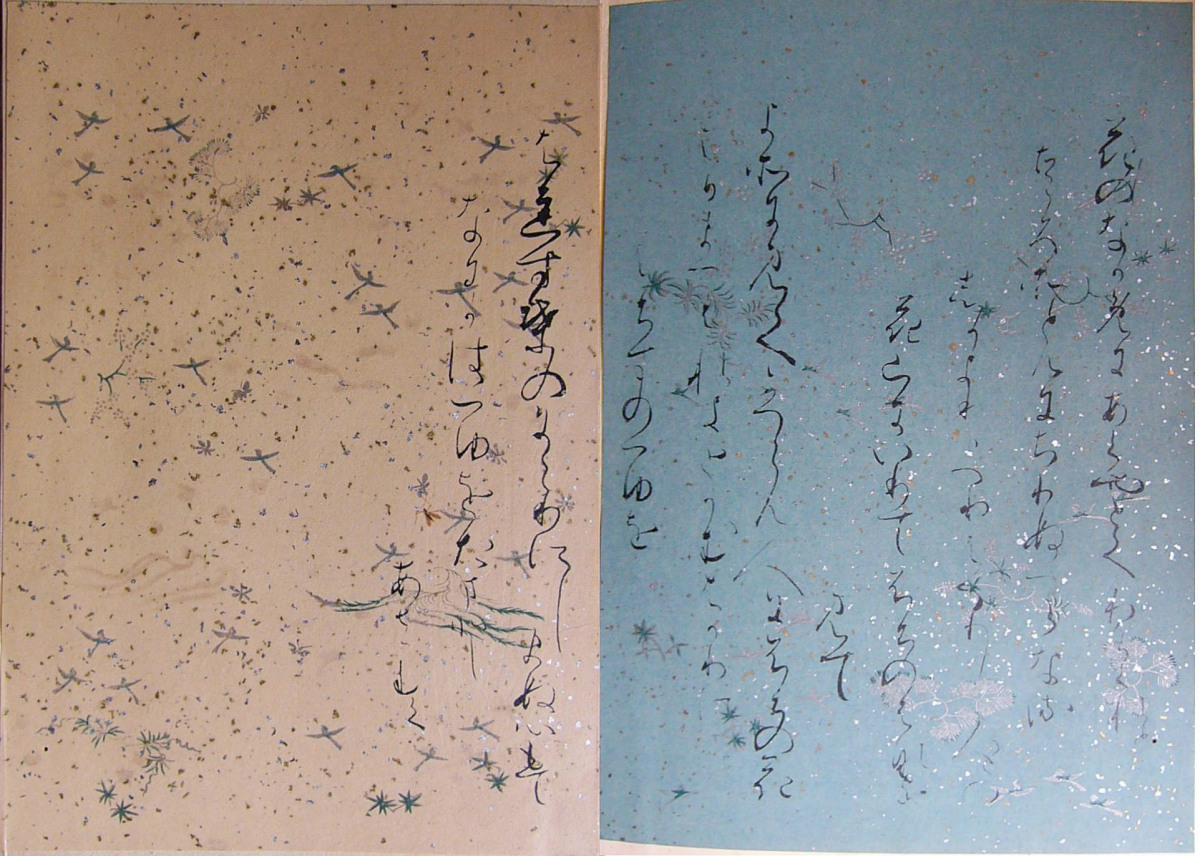
遍照集 (部分)
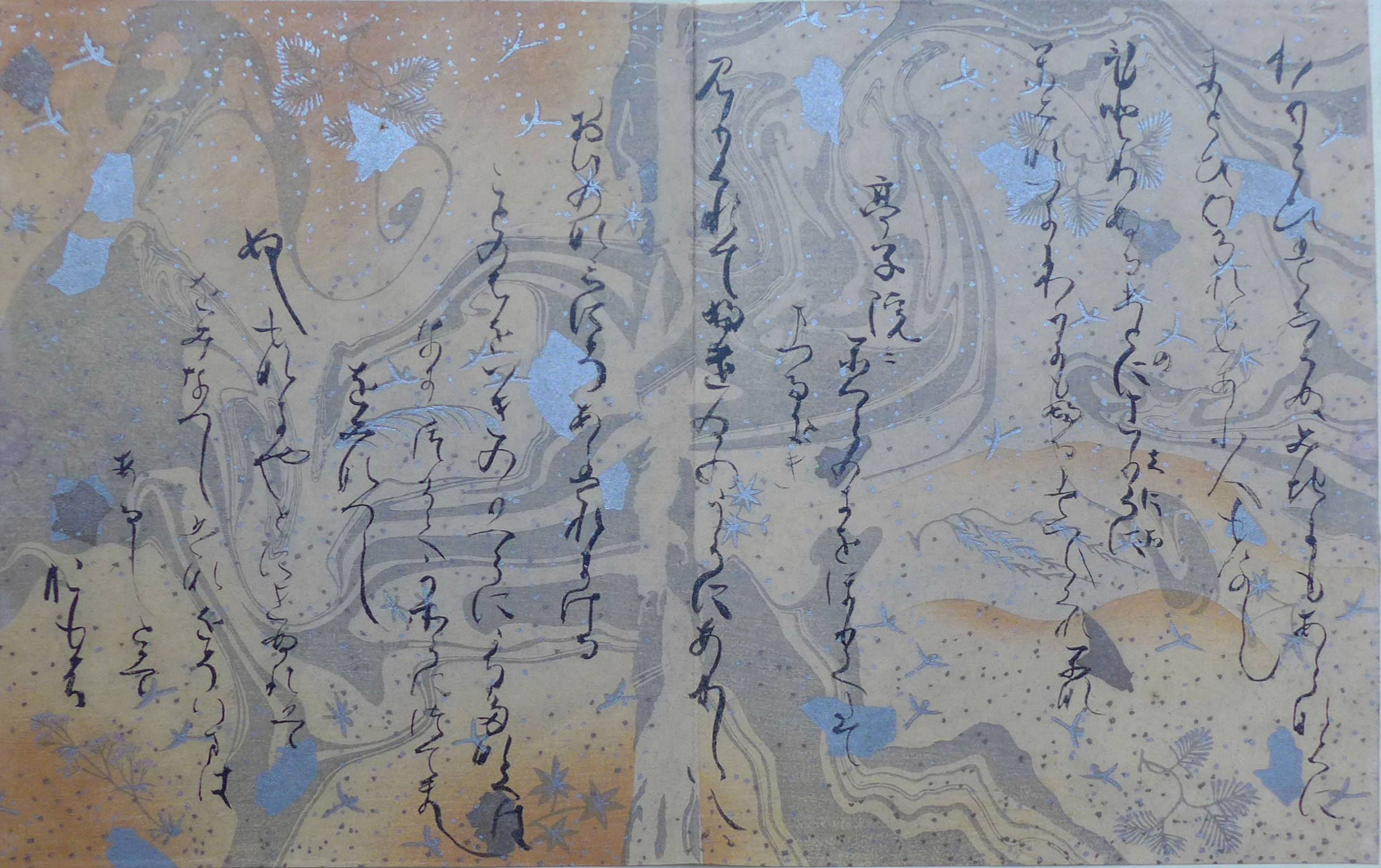
躬恒集（藤原道子筆、部分)
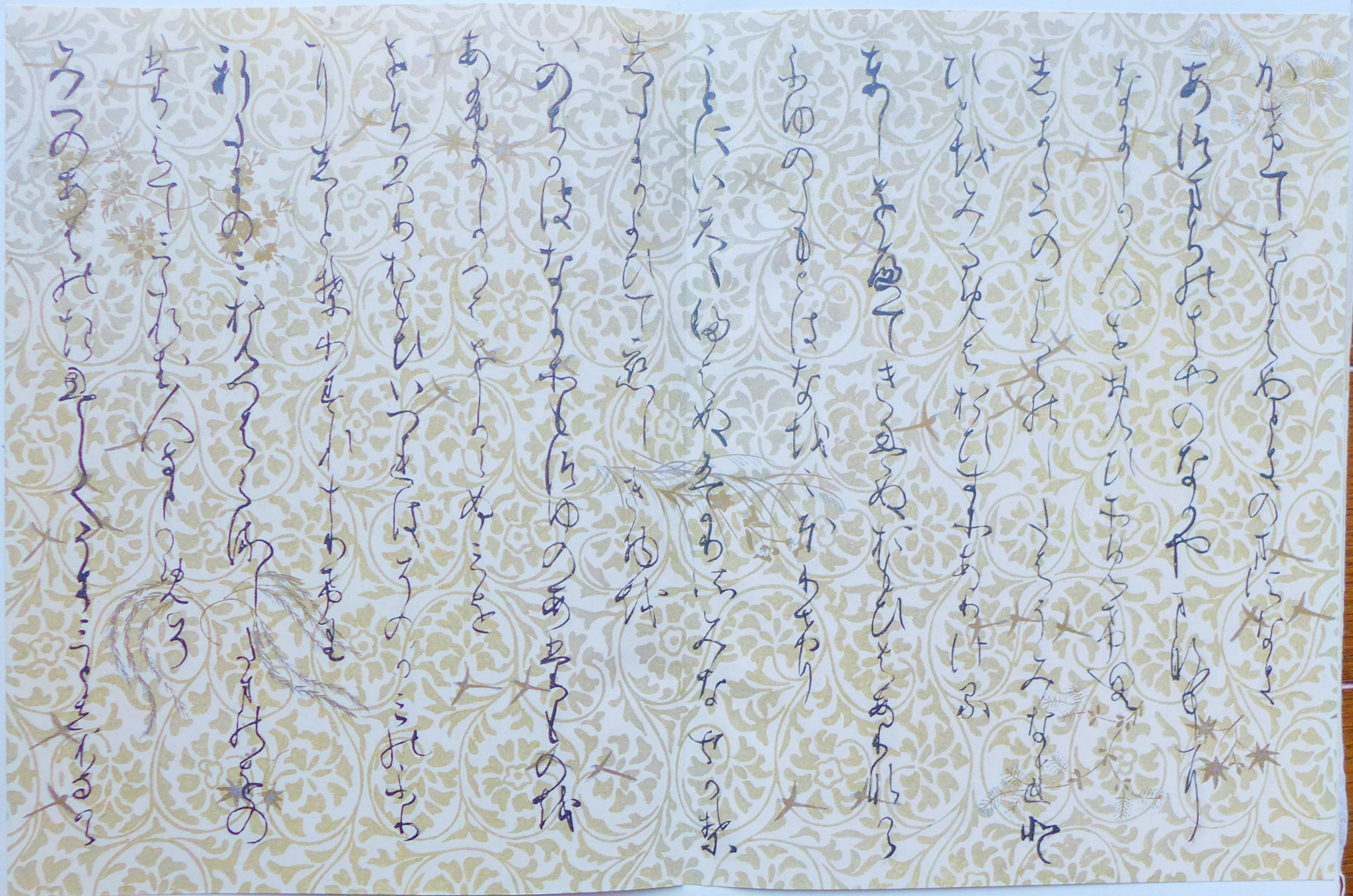
友則集[注 17] (部分)
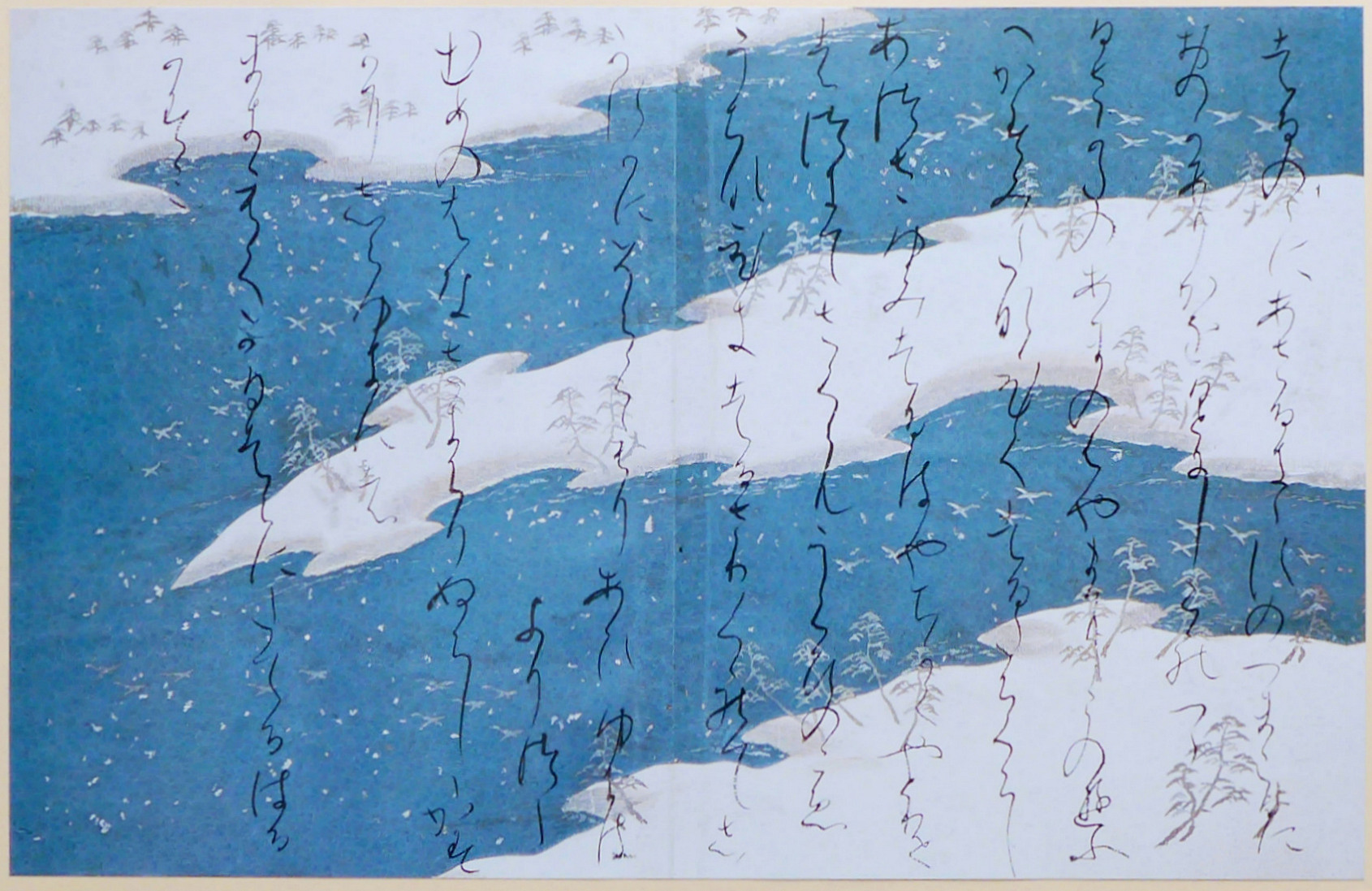
赤人集 (部分)
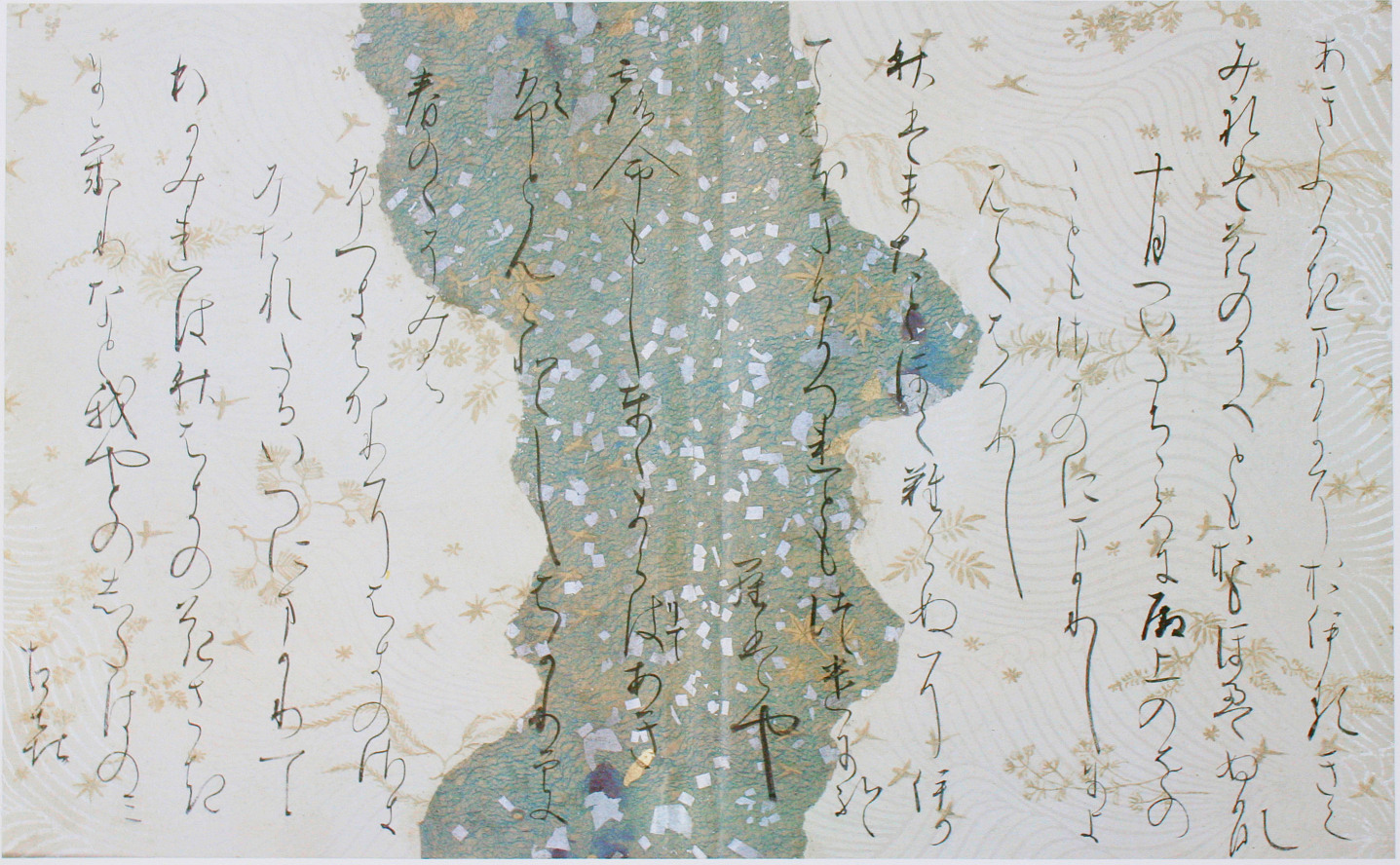
元輔集 (部分)
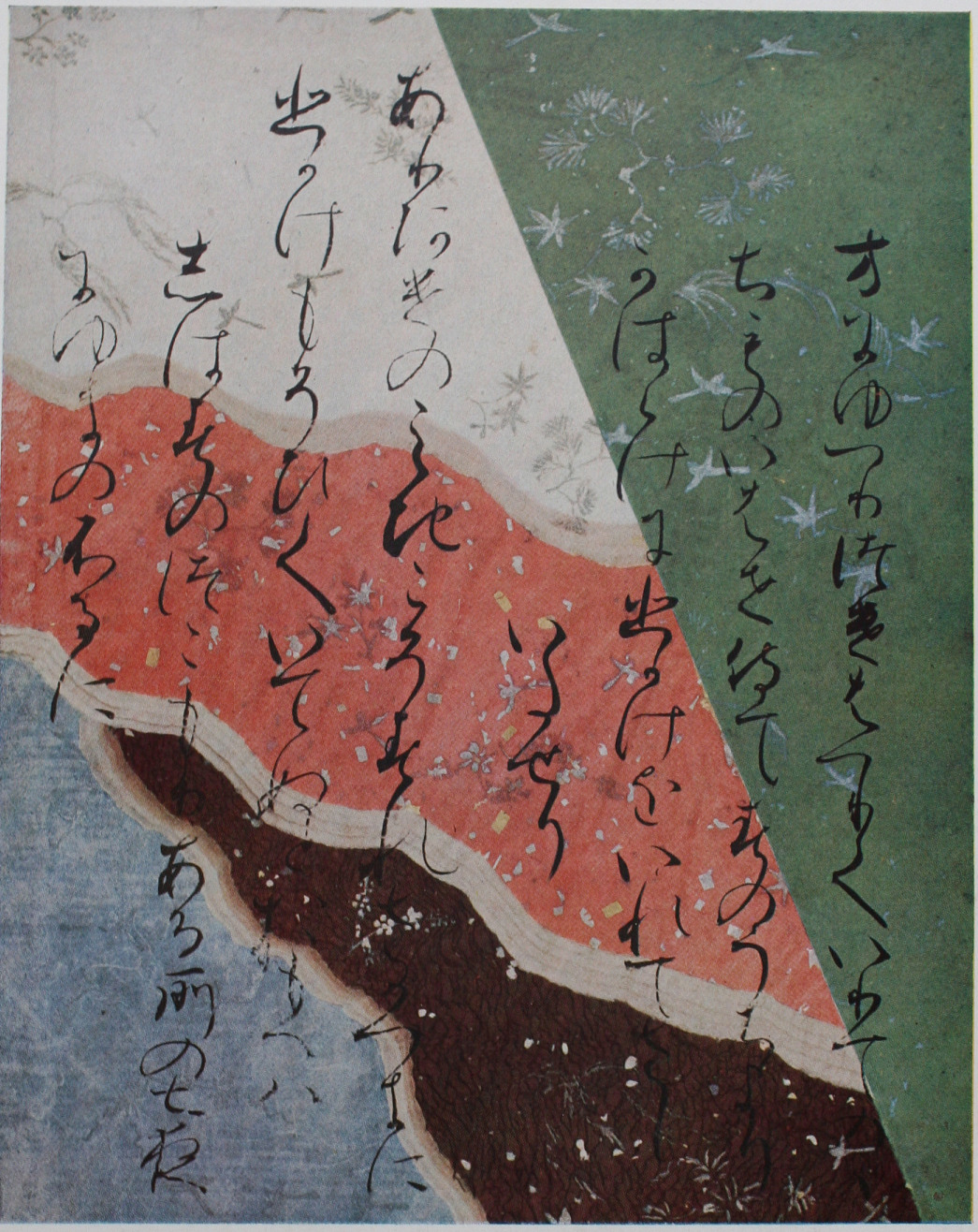
能宣集 (部分)
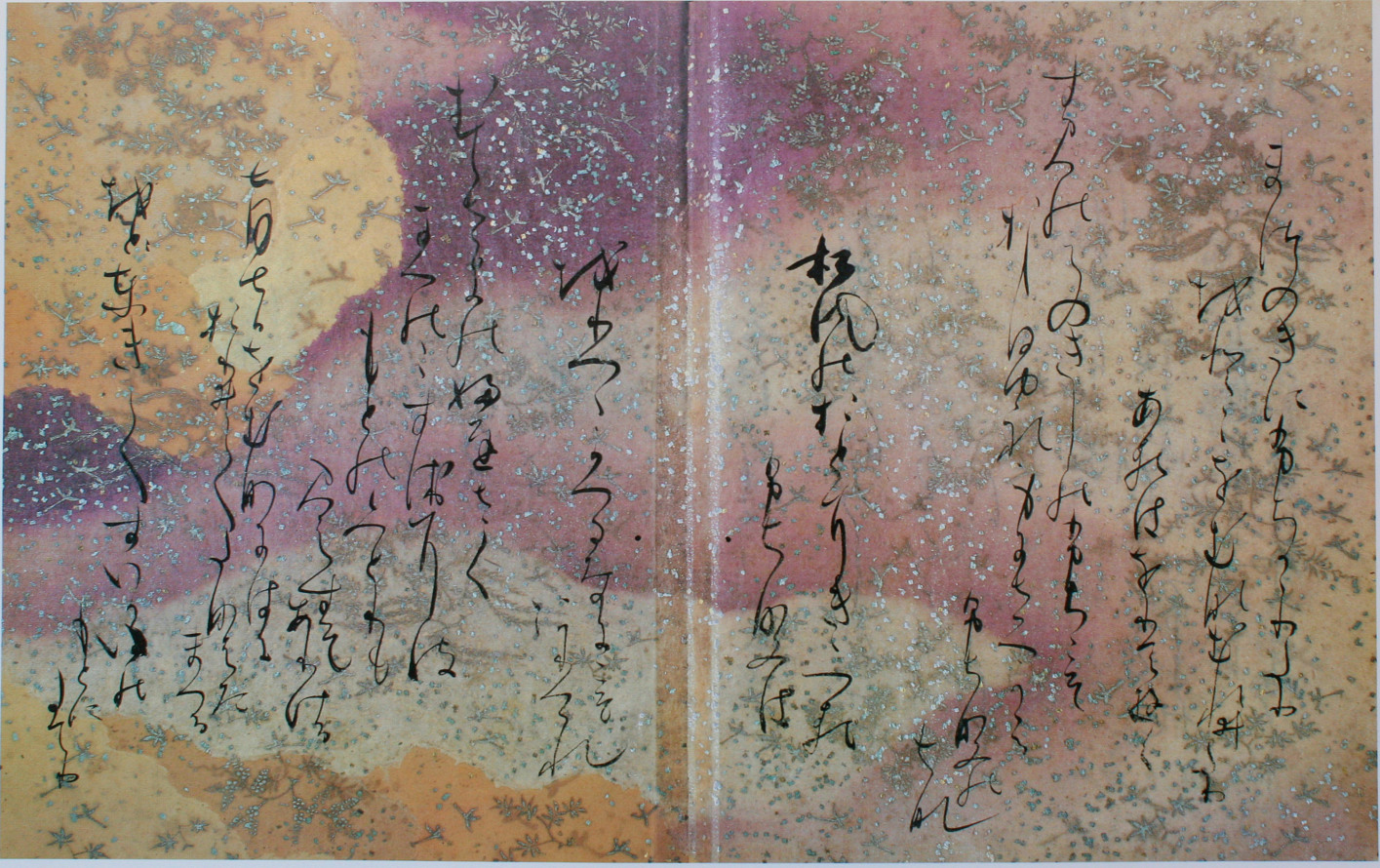
順集 (部分)
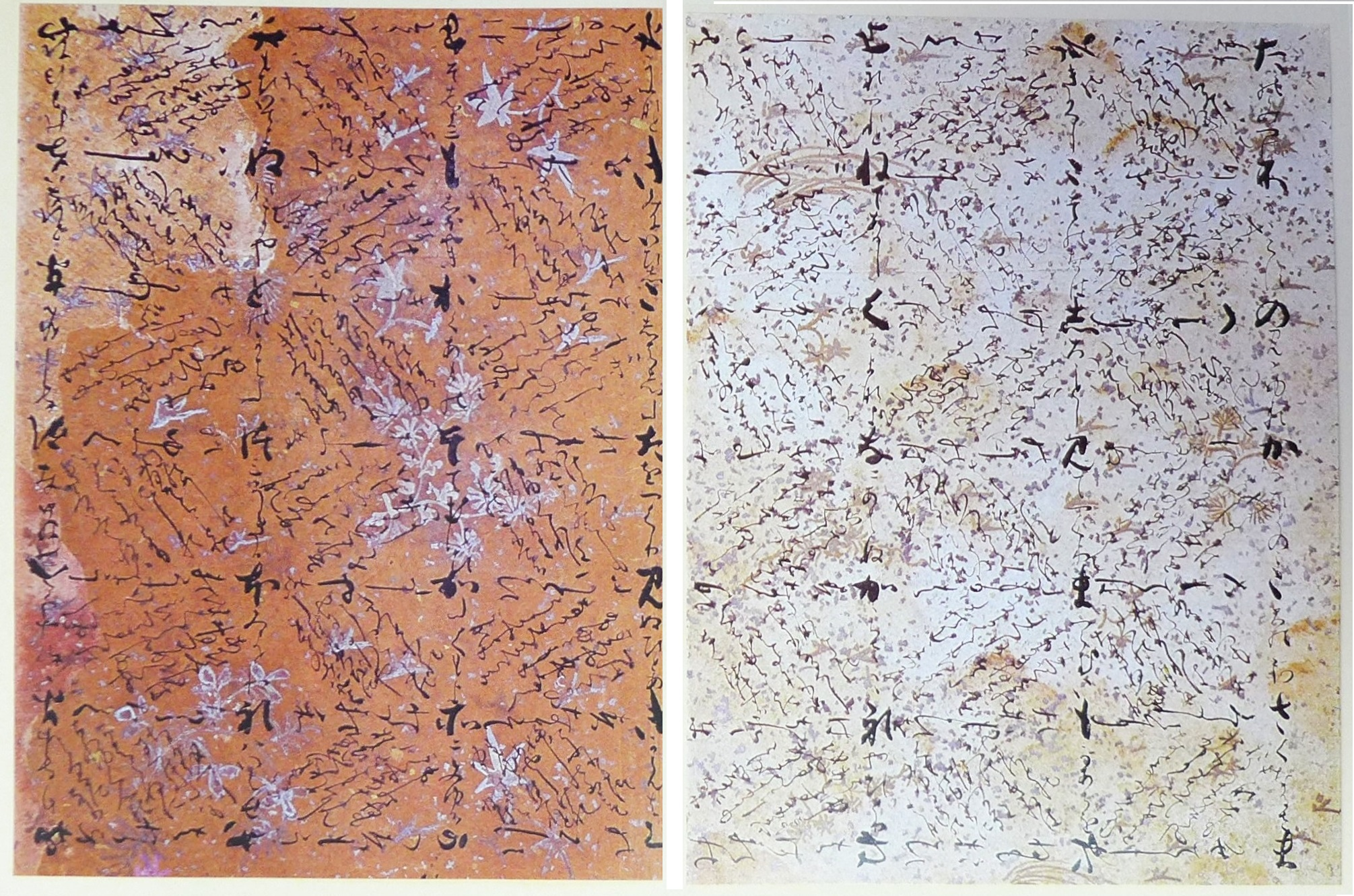
順集 (部分)
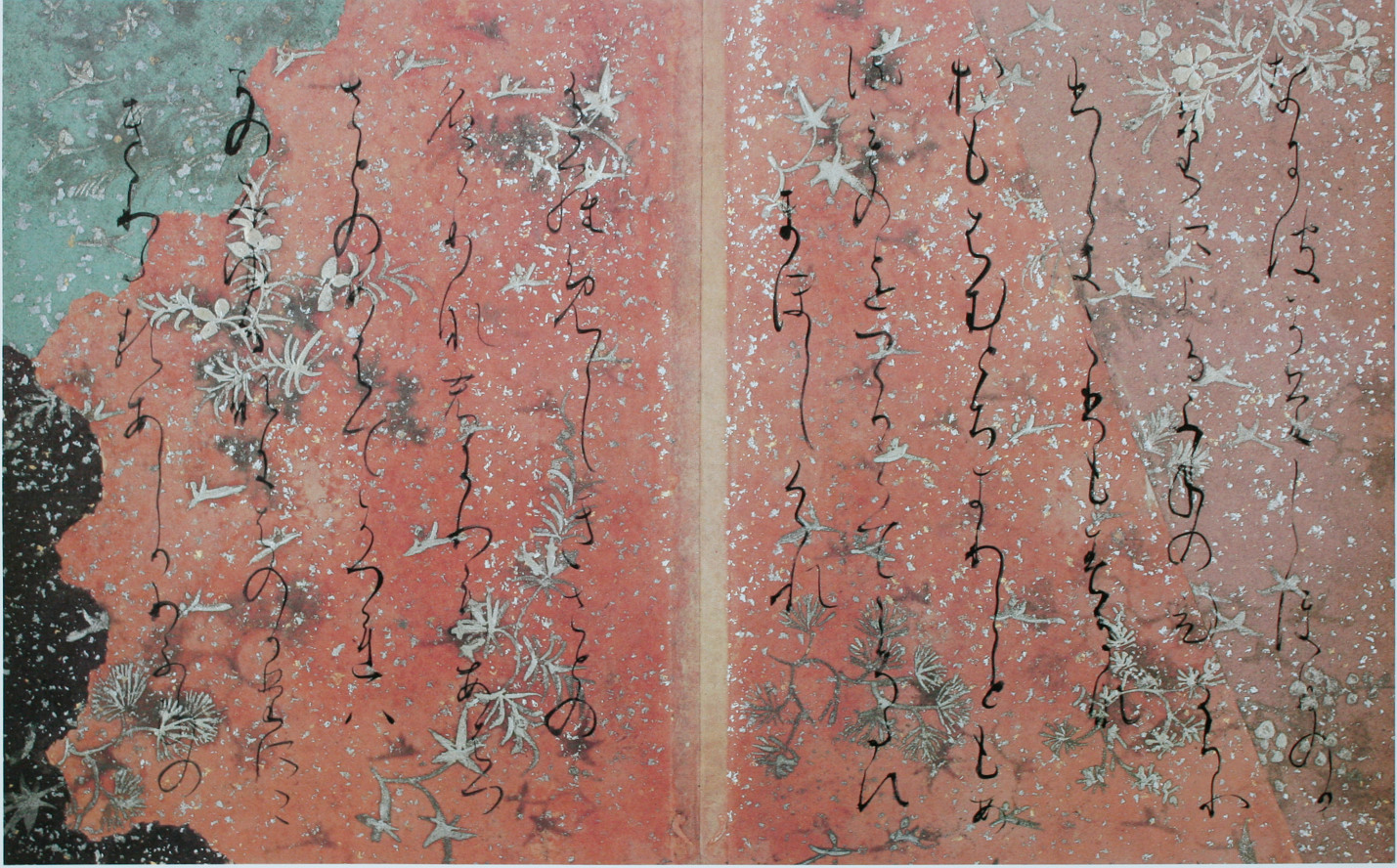
信明集 (部分)
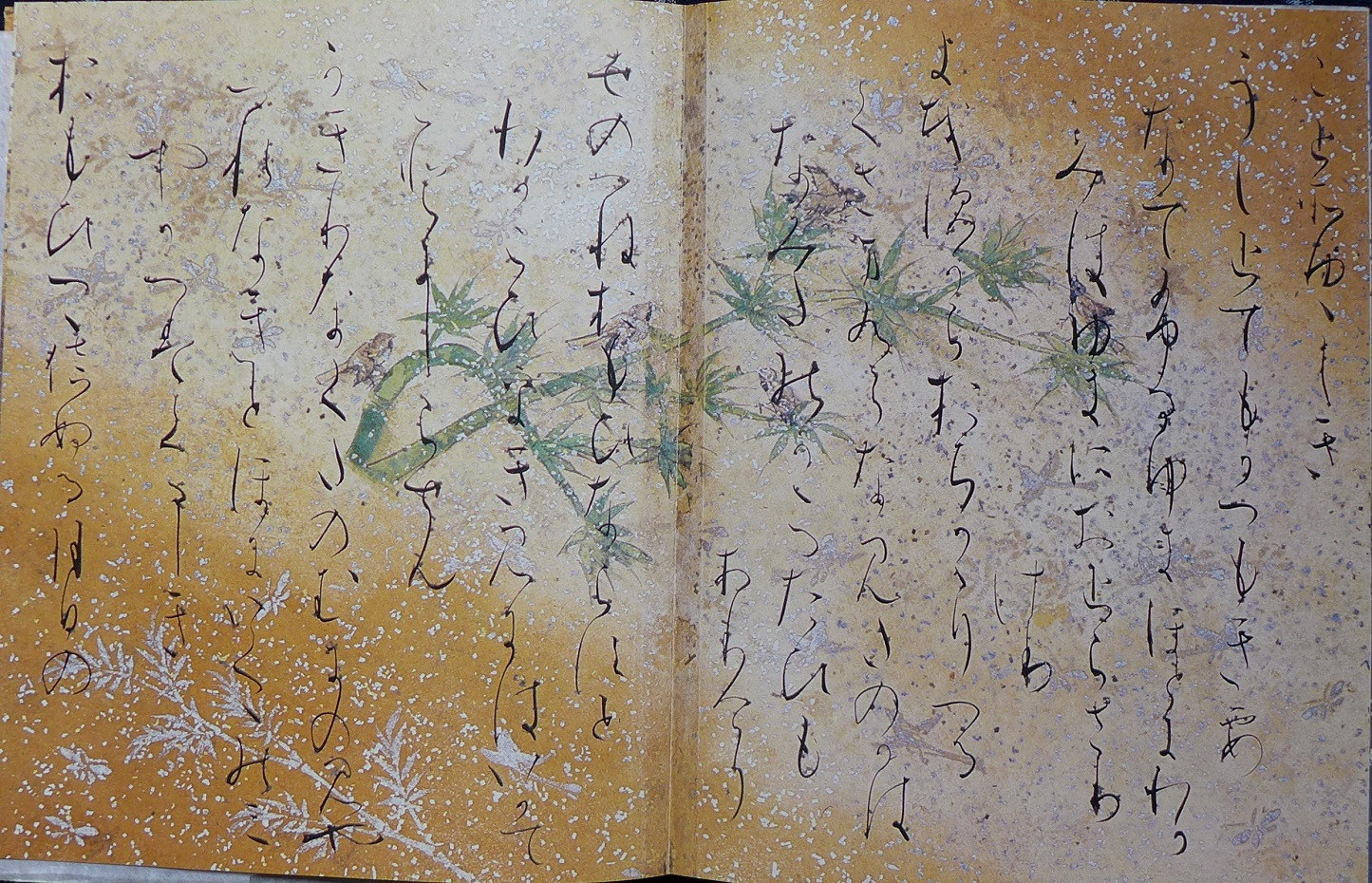
元真集 (部分)
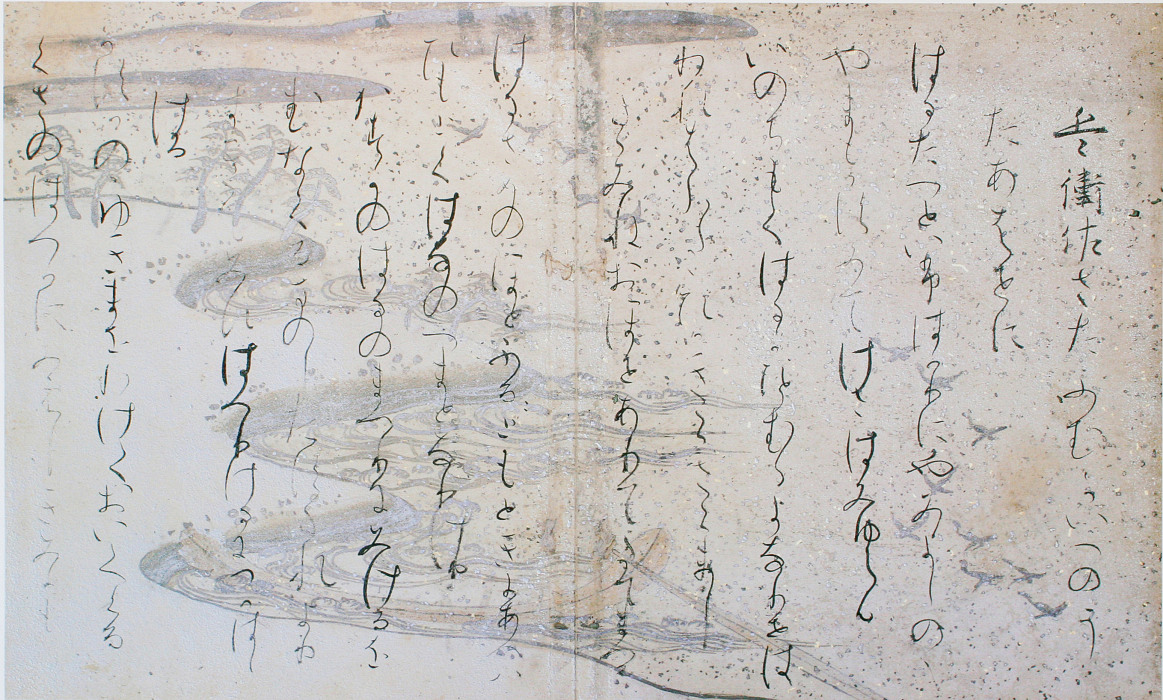
忠岑集 (部分)
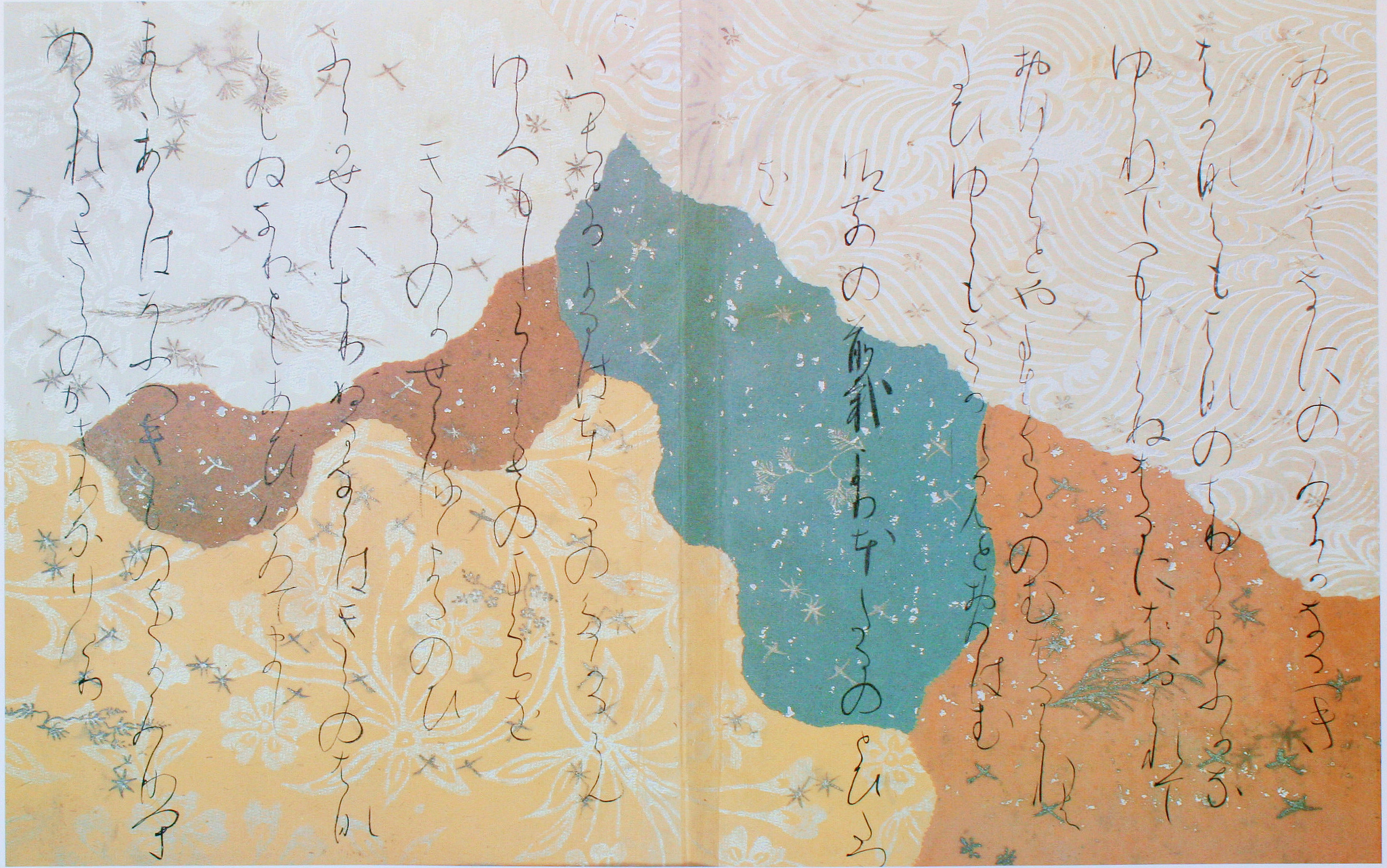
忠見集 (部分)
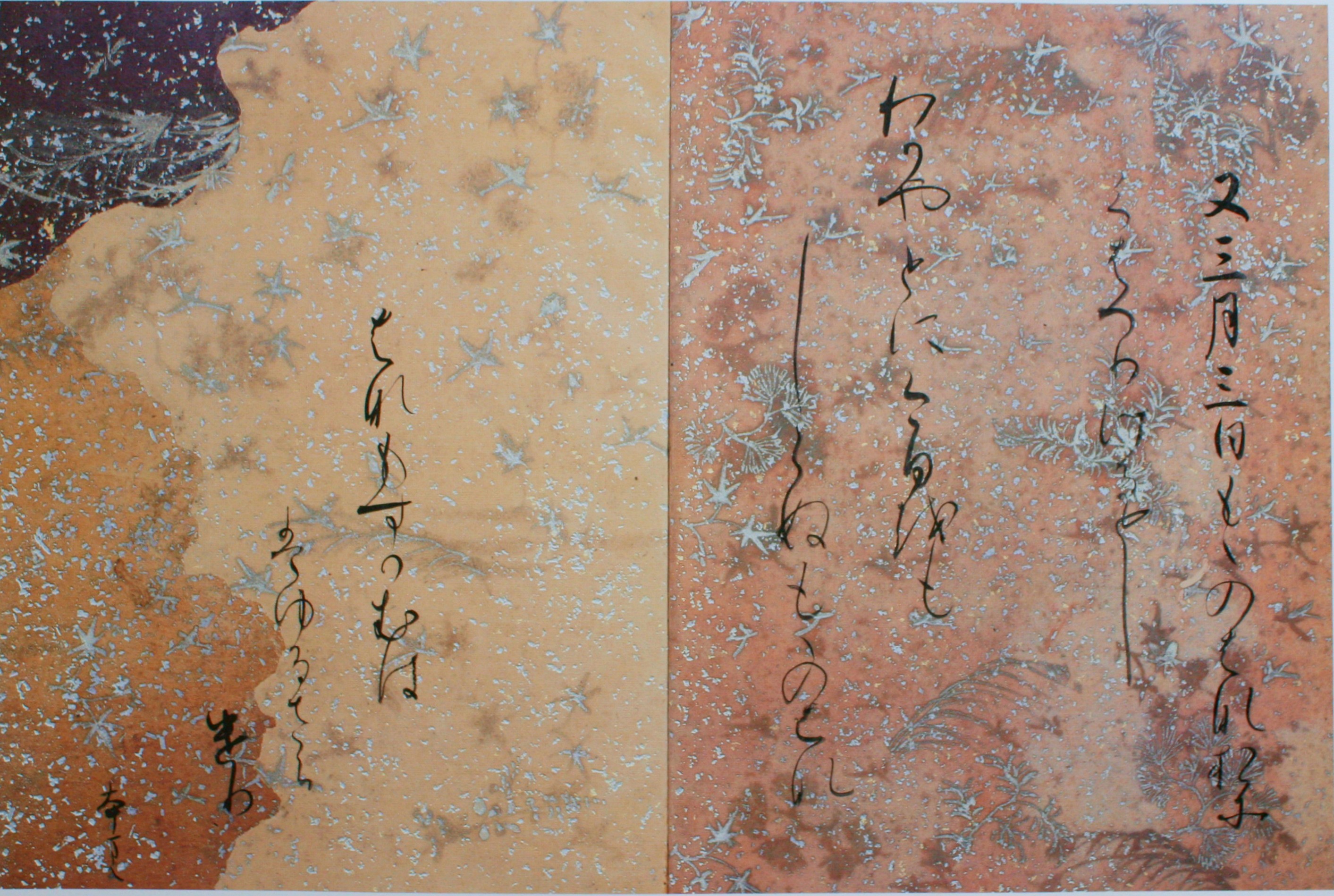
兼盛集 (部分)
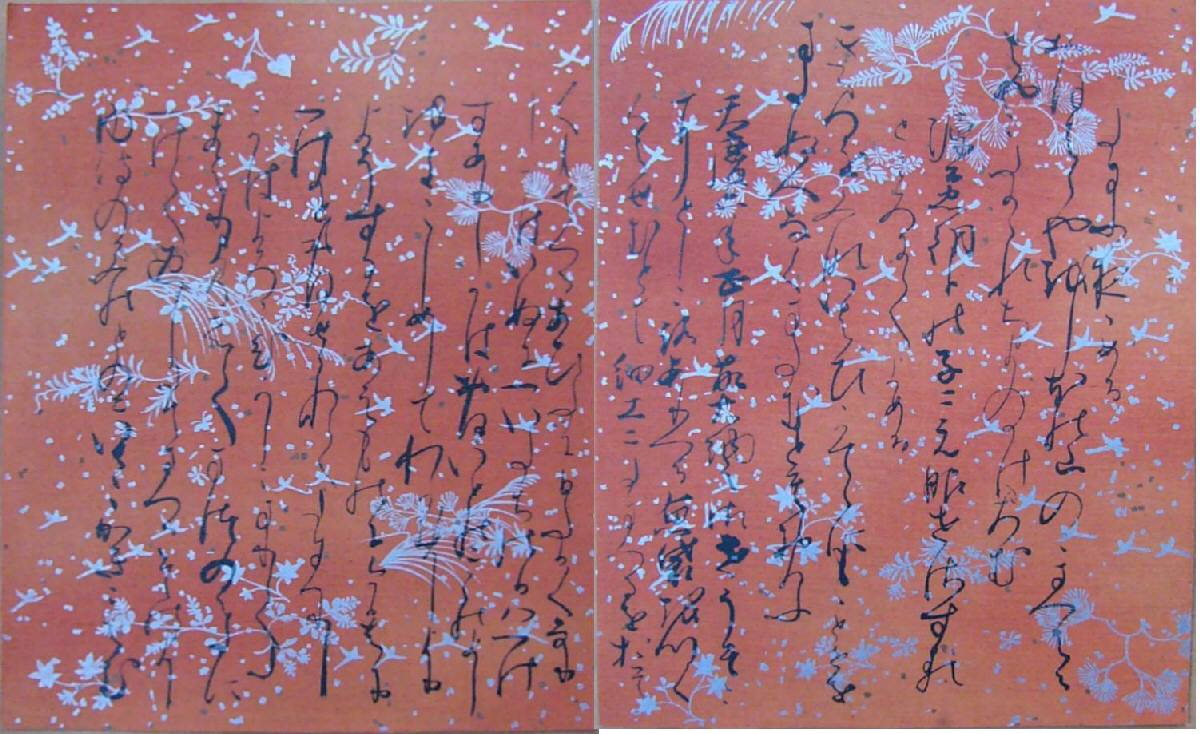
石山切　旧貫之集下（藤原定信筆、「賀の歌」部分)
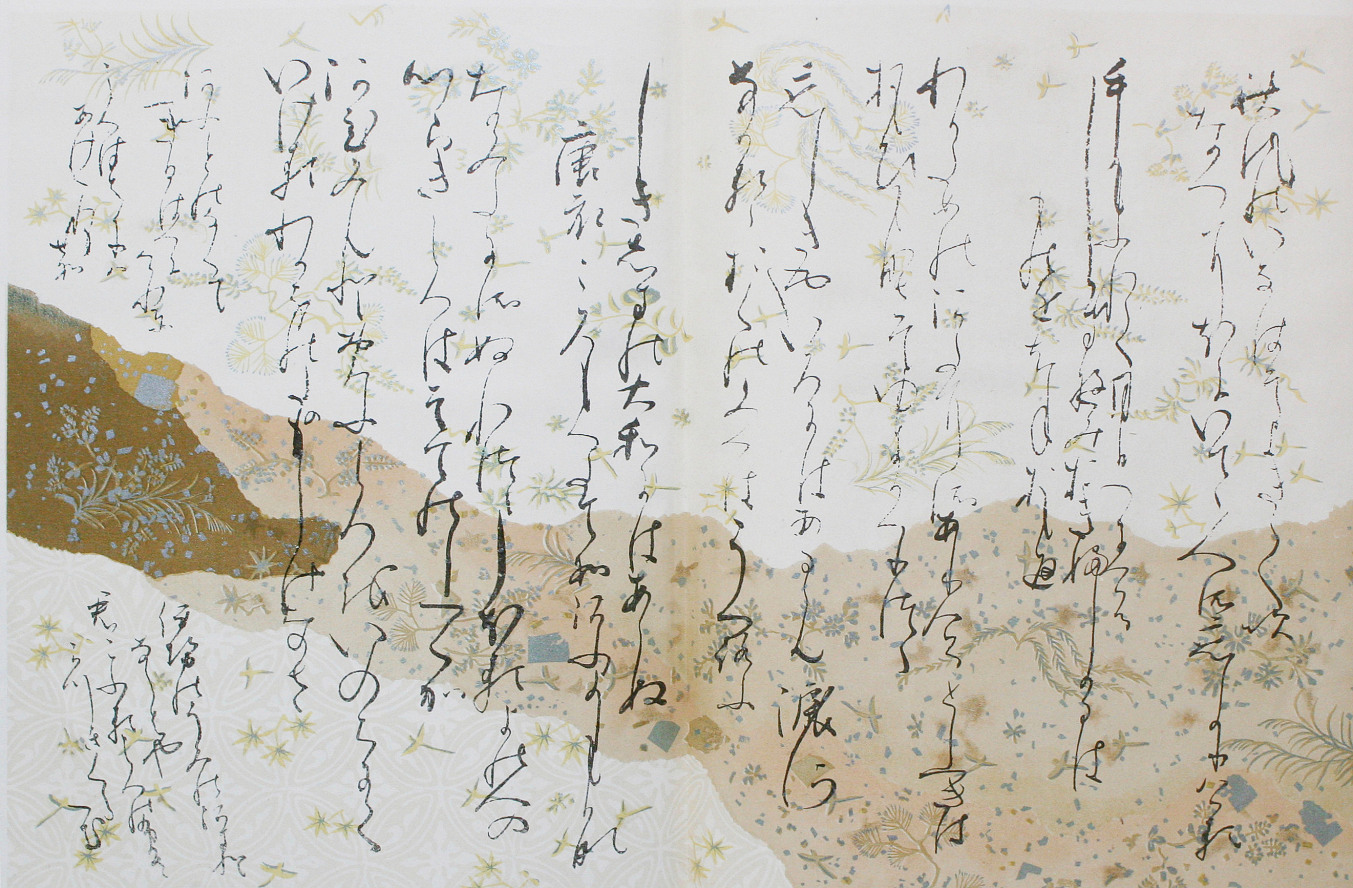
石山切　旧貫之集下（藤原定信筆
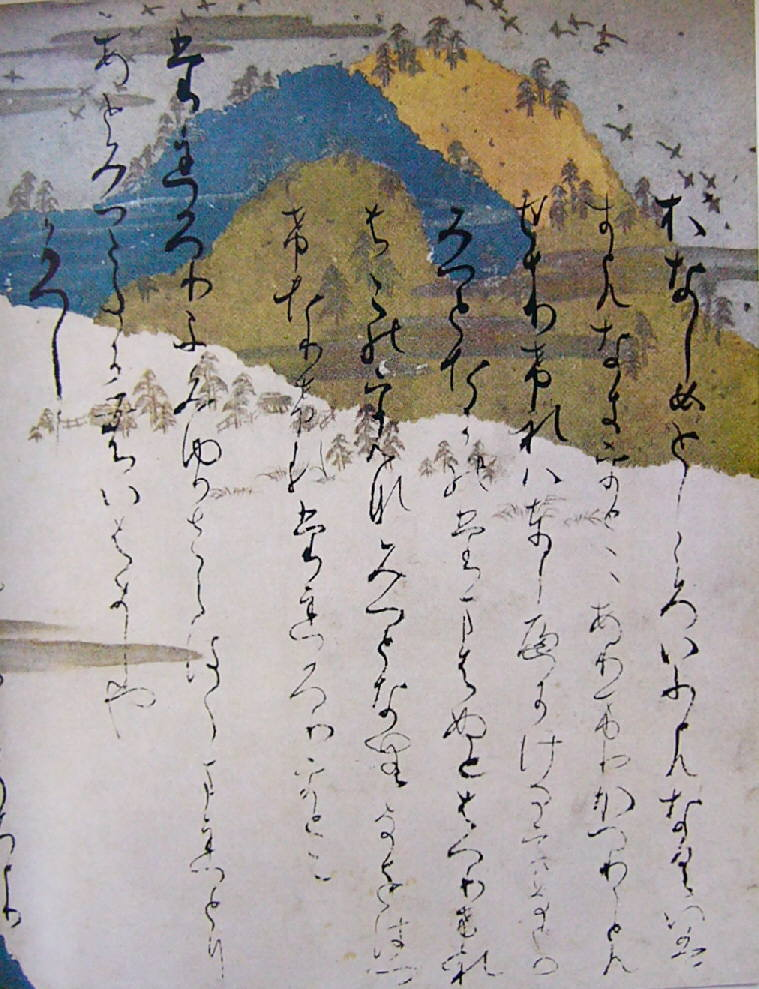
石山切　旧伊勢集 (部分、大和文華館蔵)
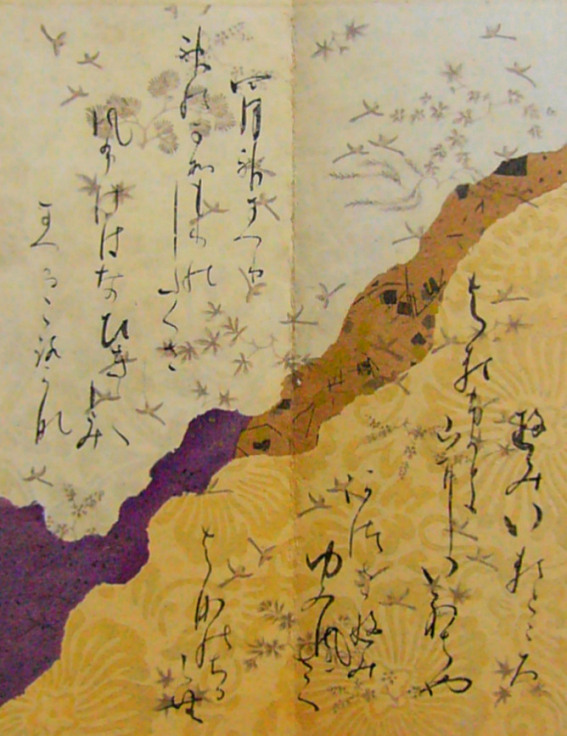
糟色紙　散逸した順集の一部